# كونمينغ
كونمينغ (بالصينية: 昆明)؛ (بينيين Kūnmíng)؛ (بالإنجليزية: Kunming)، المعروفة أيضا باسم يونان-فو (بالإنجليزية: Yunnan-Fu)، هي أكبر مدينة وعاصمة مقاطعة يونان في الصين. وتعتبر المركز السياسي والاقتصادي والاتصالاتي والثقافي للمقاطعة إلى جانب كونها مقر حكومة المقاطعة. يقع المقر الرئيسي للعديد من الشركات الكبيرة في محافظة يونان في كونمينغ. كانت المدينة مهمة خلال الحرب العالمية الثانية كمركز عسكري صيني، وقاعدة جوية أمريكية ومحطة نقل لطريق بورما. توجد كونمينغ في منتصف هضبة يونان-قويتشو على ارتفاع 1900 متر (6234 قدم) فوق مستوى سطح البحر وبين خطوط العرض إلى الشمال مباشرة من مدار السرطان. بلغ عدد سكان كونمينغ 8,460,088 نسمة في تعداد 2020. وكان عدد سكانها في المناطق الحضرية التابعة لها 4,089,100 في تقديرات 2018. كانت المنطقة المبنية (أو الحضرية) المكونة من جميع المناطق الحضرية، عدا جينينج غير المجمعة بعد، كانت موطنًا لـ3,779,900 نسمة. تقع المدينة على الحافة الشمالية لبحيرة ديان، وتحيط بها المعابد والمناظر الطبيعية للتلال من الحجر الجيري والبحيرة.
تتكون كونمينغ من مدينة قديمة كانت محاطة بأسوار في السابق ومنطقة تجارية حديثة ومناطق سكنية ومناطق جامعية. وهي أيضًا واحدة من أفضل 200 مدينة في العالم من خلال نتائج البحث العلمي وفقًا لمؤشر مجلة نيتشر. يوجد في المدينة مرصد يونان الفلكي، وتشمل مؤسسات التعليم العالي فيها جامعة يونان، وجامعة كونمينغ للعلوم والتكنولوجيا، وجامعة يونان للتمويل والاقتصاد، وجامعة كونمينغ الطبية، وجامعة يونان العادية، وجامعة يونان الزراعية وجامعة جنوب غرب الغابات. يوجد على الطرف الجبلي الشمالي الشرقي معبد من العصر البرونزي يعود تاريخه إلى عهد سلالة مينغ الحاكمة، وهو الأكبر من نوعه في الصين.
تنبع أهمية كونمينغ الاقتصادية من موقعها الجغرافي. والذي يقع بالقرب من الحدود مع بلدان جنوب شرق آسيا، وتعتبر بمثابة محور النقل في جنوب غرب الصين، إذ ترتبط عن طريق السكك الحديدية بفيتنام وعن طريق البر بكل من بورما، لاوس وتايلاند. ويجعلها هذا الموقع أيضًا مركزًا تجاريًا مهمًا في المنطقة. هذا الموقع يجعلها أيضا مركزا تجاريا مهما في المنطقة. يعد مطار كونمينغ جانغشوي الدولي بوابة إلى جنوب شرق آسيا وجنوب آسيا، وهو واحد من أكبر 40 مطارا مزدحما حسب حركة الركاب في العالم. كما تضم المدينة بعض الصناعات التحويلية، وخاصة معالجة النحاس، بالإضافة إلى العديد من المواد الكيميائية والآلات والمنسوجات والورق والأسمنت. يعود تاريخ كونمينغ إلى ما يقرب من 2400 عام، ولكن ازدهارها الحديث يعود إلى عام 1910 فقط، عندما تم بناء السكك الحديدية من هانوي. استمرت المدينة في التطور السريع في ظل جهود التحديث الصينية. اتسعت شوارع كونمينغ بينما تطورت مباني المكاتب ومشاريع الإسكان بوتيرة سريعة. وقد تم تعيين كونمينغ كمركز خاص للسياحة، وعلى هذا النحو تنتشر فيها الفنادق الفاخرة والشاهقة.

## أصل التسمية
تطور اسم «كونمينغ» من عرق قديم اسمه «كونمينغ يي» (بالإنجليزية: Kunming Yi) أو كونمينغ الهمجي (بالإنجليزية: Kunming Barbarian) (بالصينية: 昆明夷)، وهو فرع من فروع «دي-تشيانغ» (بالإنجليزية: Di-Chiang). عاش عرق «كونمينغ يي» في المنطقة المجاورة لبحيرة إيرهاي أثناء سلالة هان الغربية. ضمت أسرة هان أراضي مملكة ديان وأنشأت فرقة تسمى قيادة «ييجو» في عام 109 قبل الميلاد؛ كما قامت سلالة هان بدمج كونمينغ يي في قيادة «ييجو» بعد فترة وجيزة. لذلك، توسعت كونمينغ يي شرقًا إلى منطقة بحيرة ديان في وقت لاحق. عملت «كونمينغ» كإسم مكان منذ حقبة الممالك الثلاث، لكن الإشارة لم تكن واضحة لأن هذا العرق احتل منطقة كبيرة. أقامت الحكومة المركزية في عهد سلالة يوان الحاكمة «مقاطعة كونمينغ» في مدينة كونمينغ الحديثة؛ استمر اسم «كونمينغ» حتى يومنا هذا.
تشير بعض الأبحاث الحديثة إلى أن اسم «كونمينغ» لكونمينغ يي هو لفظ قريب لكلمة «خمير» و «خمو» والتي تعني في الأصل «الناس».

## تاريخ

### التاريخ المبكر
استفادت كونمينغ منذ فترة طويلة من موقعها على طرق القوافل المؤدية إلى جنوب شرق آسيا والهند والتبت. يمكن أن يعود تاريخ البلدات المبكرة في الحافة الجنوبية لبحيرة ديان (خارج محيط المدينة المعاصر) إلى 279 قبل الميلاد، على الرغم من أنها فقدت منذ فترة طويلة في التاريخ. تعود المستوطنات المبكرة في المنطقة المحيطة ببحيرة ديان إلى العصر الحجري الحديث. تم إنشاء مملكة ديان، التي كانت لغتها الأصلية على الأرجح مرتبطة باللغات التبتية البورمية بالقرب من المنطقة.
تم إخضاع ديان من قبل سلالة هان الحاكمة الصينية في عهد الإمبراطور وو من هان عام 109 قبل الميلاد. ضمت أسرة هان أراضي مملكة ديان في قيادة ييجو)، لكنها تركت ملك ديان كحاكم محلي.
قامت سلالة هان الحاكمة (205 قبل الميلاد- 220 بعد الميلاد) ببسط السيطرة أجزاء صغيرة من يونان تحت سلطة الصين في سعيها للسيطرة على طريق الحرير الجنوبي بإتجاه بورما والهند، على الرغم من صعوبة السلالات اللاحقة في فعل شيء لترويض ما كان بعد ذلك حدودا برية وبعيدة. تم إطلاق حملتين عسكريتين ضد المنطقة خلال عهد سلالة سوي الحاكمة (581-618) وأعيدت تسميتها في المصادر الصينية «كونتشو» (بالإنجليزية: Kunzhou).

### الصين في العصور الوسطى

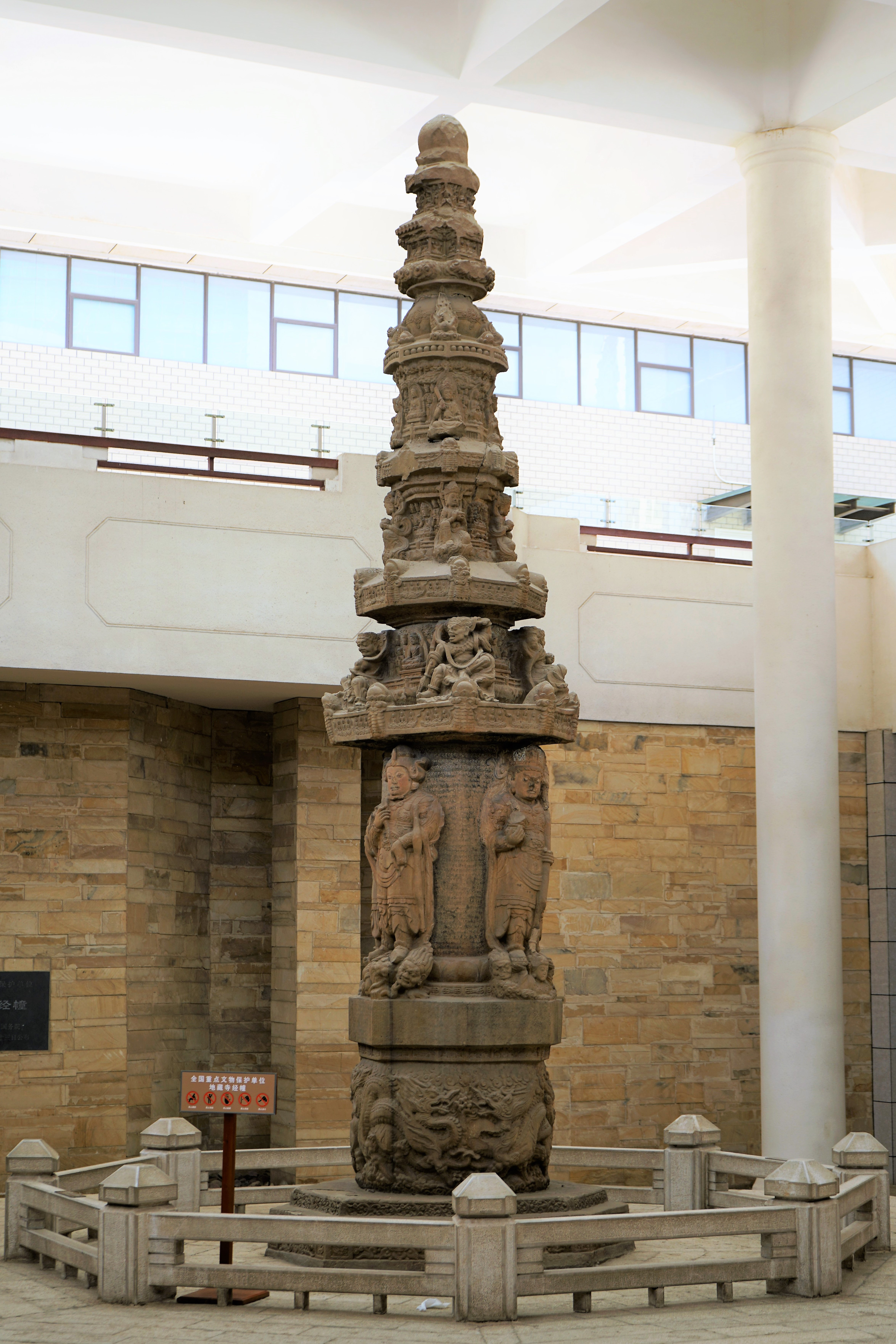
عمود حجر سوترا من عهد مملكة دالي

تأسست مدينة كونمينغ عام 765، وكانت معروفة للصينيين باسم مدينة «توودونغ» (بالإنجليزية: Tuodong)، (بالصينية: 拓東) في مملكة نانتشاو (737-902) خلال القرنين الثامن والتاسع. أصبحت توودونغ فيما بعد جزءًا من مملكة دالي (937-1253). تغيرت ملكية توودونغ عندما أصبحت المدينة تحت سيطرة غزو سلالة يوان الحاكمة للجنوب الغربي في 1252-1253. في عهد حاكم المقاطعة أجل شمس الدين عمر، تأسست مدينة «على الطراز الصيني» تدعى «تشونغجينغ تشين» (بالإنجليزية: Zhongjing Chen) حيث توجد مدينة كونمينغ الحديثة اليوم. أمر شمس الدين ببناء معبد بوذي ومعبد كونفوشيوسي ومسجدين في المدينة. كان المعبد الكونفوشيوسي، الذي كان أيضا بمثابة مدرسة، هو الأول من نوعه في يونان، حيث جذب الطلاب من مجموعات الأقليات في جميع أنحاء المقاطعة. إلى جانب ترقيته للاحتفالات والعادات الكونفوشيوسية، يُنسب إلى شمس الدين إلى حد كبير إضفاء الطابع الصيني على المنطقة. نمت المدينة كمركز تجاري بين الجنوب الغربي وبقية الصين. يعتبر العلماء أنها كانت مدينة «ياتشي فو» (بالإنجليزية: Yachi Fu) («بلدة داك بوند» (بالإنجليزية: Duck Pond Town)) حيث كان الناس يستخدمون الودع كنقود وأكلوا لحومهم نيئة، كما وصف ذلك الرحالة الفينيسي ماركو بولو في القرن الثالث عشر.

### سلالات مينغ وتشينغ الحاكمة

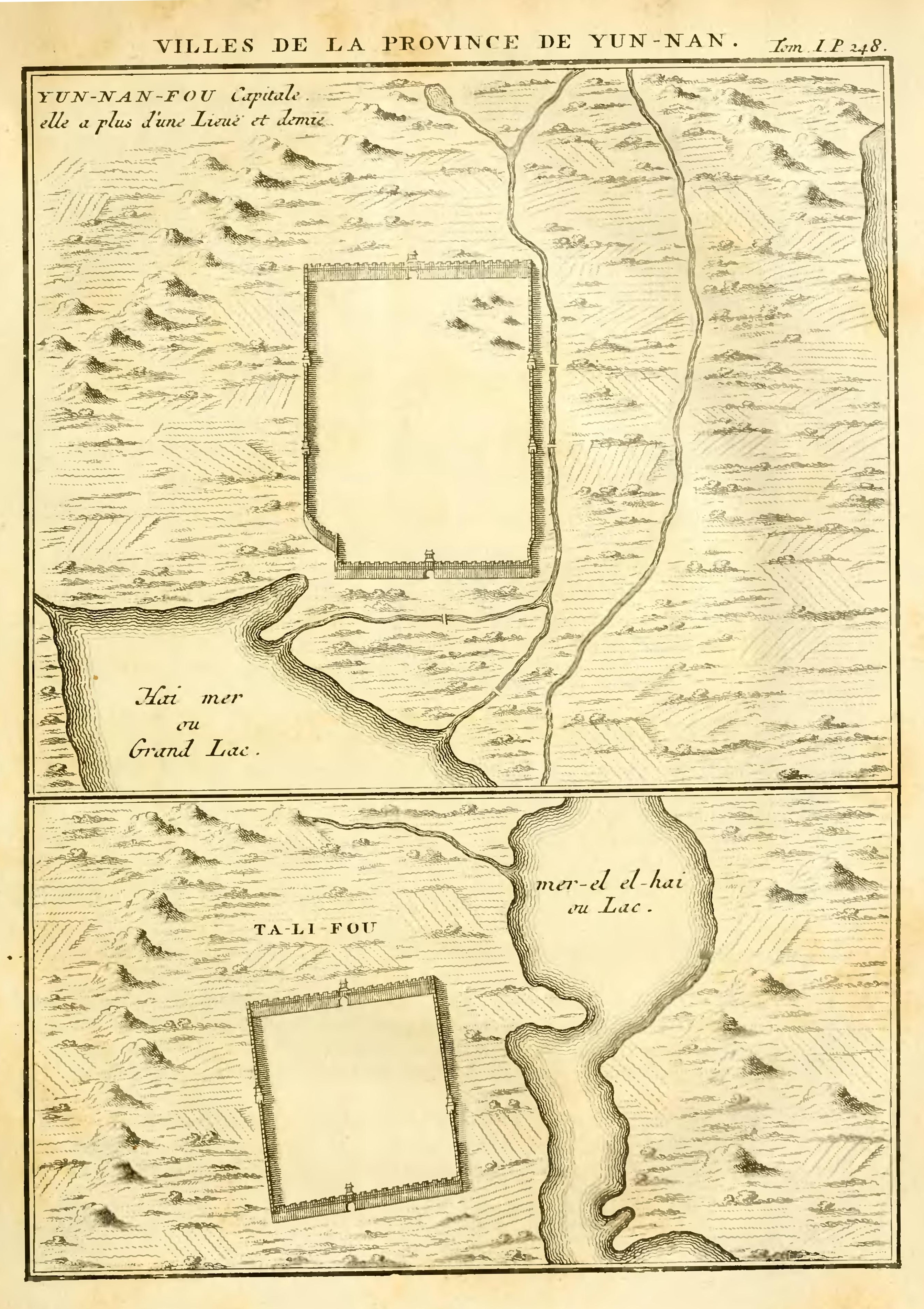
خرائط «يون-نان-فو» «Yun-nan-fou» و«تا-لي-فو» «Ta-li-fou» من كتاب «وصف الصين» لجان باتيست دو هالدي عام 1736، استنادًا إلى تقارير من المبشرين اليسوعيين

تمت استعادة كونمينغ من سيطرة خان المنغولية في القرن الرابع عشر عندما هزمت سلالة مينغ الحاكمة سلالة يوان الحاكمة، وبنت لاحقًا جدارًا يحيط بمدينة كونمينغ الحالية. بعد 300 عام، انشق الجنرال وو سانغي التابع لسلالة مينغ إلى صالح الغزاة من قومية مانشو واستولى على المدينة حتى وفاته عام 1678، بعد فترة طويلة من سقوط بقية الصين تحت حكم المانشو. تم حُكْم كل من يونان وقويتشو خلال بداية حكم تشينغ من مدينتي كونمينغ ووو. تم نقل مقر سلالة تشو المعلنة حديثًا إلى هنغتشو، خونان أثناء ثورة الإقطاعيين الثلاثة. في وقت لاحق في 1678 عندما توفي وو قاوم حفيده وو شيفان أسرة تشينغ لمدة شهرين آخرين قبل أن ينتحر، وبالتالي عادت السيطرة على المدينة إلى أيدي تشينغ. كانت كونمينغ مقر محافظة يونان العليا خلال عهد سلالتي مينغ وتشينغ الحاكمتين.
أُطلق على المنطقة اسم كونمينغ لأول مرة في الفترة التي سبقت انهيار سلالة يوان الحاكمة، تم الاعتراف في وقت لاحق في عام 1832 ببدايات مدينة حقيقية داخل أسوار المدينة والمباني الهامة داخل حدودها. لذلك يمكن القول إن تأسيس المدينة كان في الغالب في القرن التاسع عشر. وفي هذا القرن أيضًا نمت المدينة لتصبح السوق الرئيسي ومركز النقل في المنطقة. نزح العديد من سكان المدينة نتيجة لزلزال كونمينغ 1833.
هاجم زعيم المتمردين دو وين شيو، وهو السلطان المسلم من عرقية هان في مملكة دالي المدينة وحاصرها عدة مرات بين عامي 1858 و 1868. ولم تنجو العديد من ثروات المدينة من تمرد بانثاي عام 1856، عندما تضررت معظم المواقع البوذية في المدينة بشدة، أو تم تحويلها إلى مساجد أو تم هدمها. بدأت كونمينغ بعد عقود تتأثر بالغرب، وخاصة بالإمبراطورية الاستعمارية الفرنسية. شهدت انتفاضة ضد ظروف العمل في تسعينيات القرن التاسع عشر في خط سكة حديد كونمينغ-هايفونغ إعدام العديد من العمال بعد أن شحنت فرنسا أسلحة لقمع التمرد. تم تصميم خط السكك الحديدية التي يبلغ قياسها مترًا، والذي اكتمل بحلول عام 1911 من قبل الفرنسيين حتى يتمكنوا من الاستفادة من الموارد المعدنية في يونان من أجل مستعمراتهم في الهند الصينية.
كان كونمينغ الاتصالات المركز في أوقات مبكرة وتقاطع طريقين التجارية الكبرى، غربا واحد عن طريق دالي ومقاطعة تنغتشونغ في ميانمار، وجنوبا الآخرين من خلال مقاطعة مونغزو إلى النهر الأحمر في الهند الصينية. أدى طريق جبلي صعب شرقا إلى غوييانغ في مقاطعة قويتشو ومن هناك إلى مقاطعة خونان. كان هناك إلى الشمال الشرقي مسار تجاري راسخ إلى ييبن في مقاطعة سيتشوان على نهر يانغتسي. لكن هذه المسارات كانت كلها صعبة للغاية، ولا يمكن عبورها إلا عن طريق قطارات البغال أو الحمالين الذين يحملون أمتعة.

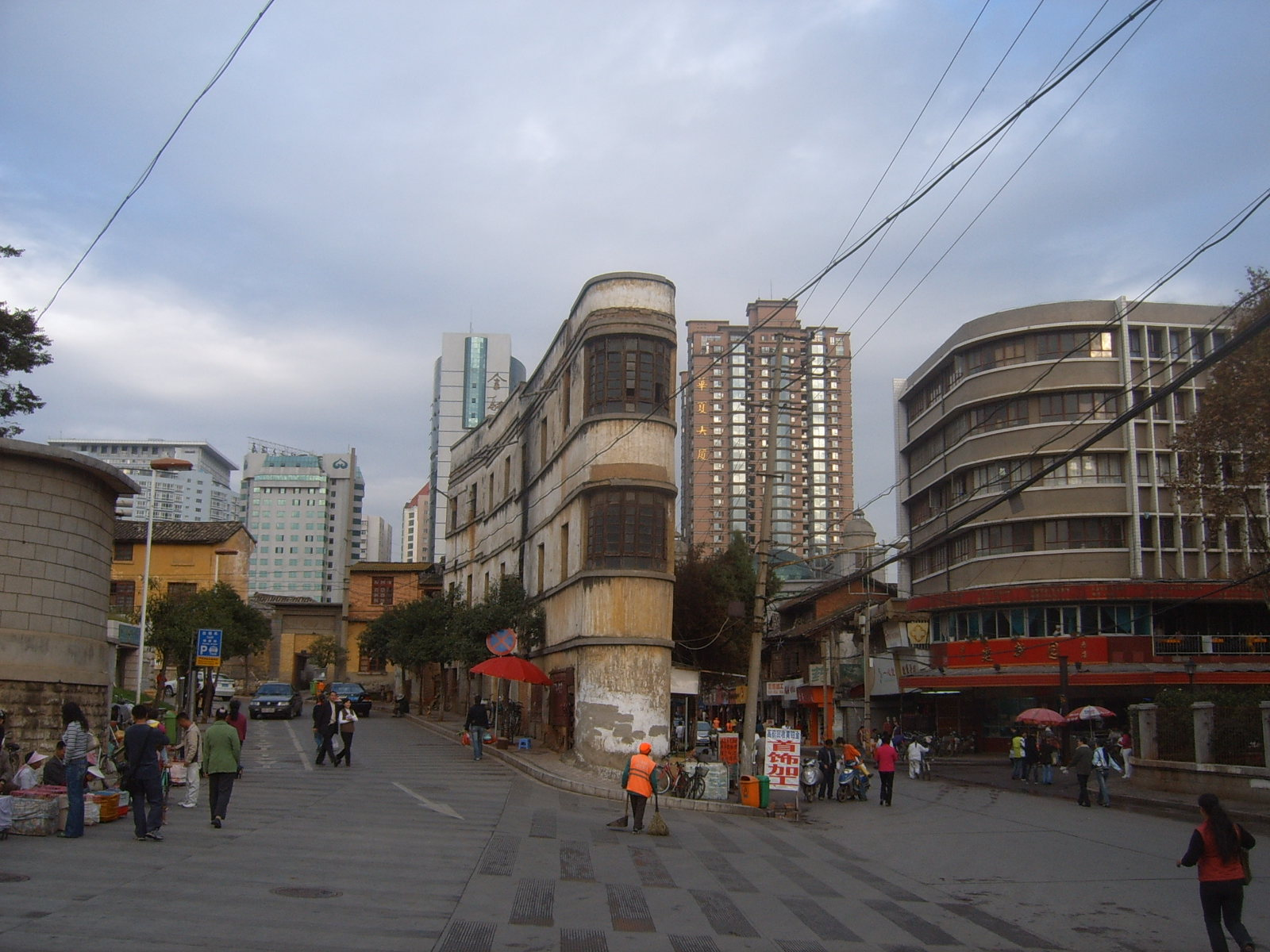
حي كونمينغ القديم الذي يحتوي على المباني الشقيقة الضيقة والمنحنية خلف نصب النصر التذكاري في غواغوا جيي، ويقع عبر الشارع إلى الشمال من سوق الطيور والزهور القديم

### بعد سلالة تشينغ
«في أواخر القرن التاسع عشر، بدأ الفرنسيون في بناء خط سكة حديد كونمينغ-هايفونغ لتجارة وشحن الأسلحة».
عادت كونمينغ إلى وضع المقاطعة في عام 1912، تحت اسم كونمينغ، وأصبحت بلدية في عام 1935. بدأ انفتاح منطقة كونمينغ بشكل جدي مع الانتهاء في 1906-1910 من خط سكة حديد يونان-فيتنام إلى هايفونغ في شمال فيتنام (جزء من الهند الصينية الفرنسية).
أصبحت كونمينغ ميناء معاهدة افتتح للتجارة الخارجية في عام 1908 وسرعان ما أصبحت مركزًا تجاريًا. وتم إنشاء جامعة هناك في عام 1922. في عقد 1930 بنيت الطرق السريعة الأولى، وتم ربط كونمينغ مع تشونغتشينغ في سيتشوان وغوييانغ في قويتشو إلى الشرق.
أسس أمير الحرب المحلي الجنرال تانغ جي ياو مطار ووجيابا في عام 1922؛ تم إنشاء 23 مطارًا إضافيًا في يونان في الفترة من 1922 إلى 1929.

علم وشعار مدينة كونمينغ من عام 1922 حتى عام 1949 في ظل حكومة جمهورية الصين.

### الحرب العالمية الثانية (1937-1945)
تحولت مدينة كونمينغ إلى مدينة حديثة نتيجة القتال من الحرب اليابانية الصينية الثانية/الحرب العالمية الثانية في عام 1937 مع اندلاع معركة شانغهاي ومعركة نانجنغ ومعركة تاييوان، مما تسبب في حركة كبيرة من اللاجئين من المناطق الصين الشمالية والصين الساحلية الشرقية، ما جلب الكثير من التجارة والصناعة إلى جنوب غرب الصين، بما في ذلك كونمينغ. وأحضر اللاجئون معهم المنشآت الصناعية المفككة، والتي أعيد بناؤها فيما بعد خارج نطاق القاذفات اليابانية. بالإضافة إلى عدد من الجامعات ومعاهد التعليم العالي هناك. مكنت التجارة والخبرة المتزايدة من جعل كونمينغ قاعدة صناعية وتصنيعية للحكومة في زمن الحرب في تشونغتشينغ.
انسحب عدد أكبر من القوات العسكرية والمدنيين الصينيين إلى مدن بعيدة عن متناول اليابانيين في السنة السابقة لاندلاع الحرب العالمية الثانية في أوروبا في عام 1939 وذلك بسبب خسارة معارك شنغهاي وتاييوان ونانجيغ بحلول نهاية عام 1937، ومع انتهاء معركة ووهان بفوز الاحتلال الياباني بحلول نهاية عام 1938. وكان من بين المنسحبين بما في ذلك نقل مقر أكاديمية القوات الجوية الصينية من قاعدة جيانغيوا الجوية إلى قاعدة ووجيابا الجوية في كونمينغ، حيث تم توسيع المطار إلى حد كبير، ليصبح مركزا تدريبيا جديدا للقوات الجوية الصينية - التي تضررت ولكن أعادت تجميع قوتها - تحت مهام قيادة اللفتنانت جنرال كلير لي شينو، والذي تولى تدريب المتدربين في صيف عام 1938. وأنشأت قيادة القوات الجوية الصينية سرب المطاردة 41 ومقره في كونمينغ، والمعروف أيضًا باسم سرب مجموعة المتطوعين الفرنسيين في يونيو 1938، وجلبوا معهم مقاتلات ديووتين دي.510، مع نية تأمين بيع الطائرات لسلاح الجو الصيني. شارك الفرنسيون في بعض القتال ضد الغارات اليابانية، بما في ذلك معارك ضد مقاتلات «ميتسوبيشي أي5إم» اليابانية مع مقاتلات «هوك III الصينية» على نانتشانغ، ولكن بعد عدة نكسات، بما في ذلك مقاتل طيار قتل في المعركة. تم حل السرب في أكتوبر 1938.
على الرغم من أن إمبراطورية اليابان ركزت على إنهاء حرب المقاومة الصينية في قصف تشونغتشينغ وتشنغدو، لم تكن كونمينغ بعيدة عن متناول الغارات الجوية اليابانية، والهجمات التي نفذتها مفجرات الخدمة الجوية للجيش الإمبراطوري الياباني والخدمة الجوية لبحرية الإمبراطورية اليابانية. كانت الأصول العسكرية والبنية التحتية تتعرض لهجوم منتظم، بينما تم تكليف سرب المقاتلات رقم 18 في القوات المسلحة الصينية ووحدات أكاديمية القوات الجوية في ووجيابا بالدفاع الجوي لكونمينغ. تم إعداد مدينة كونمينغ لتكون بمثابة معقل وطني بديل في حالة سقوط العاصمة المؤقتة في تشونغتشينغ مع نظام متطور من الكهوف لتكون بمثابة مكاتب وثكنات ومصانع، ولكن لم يتم استخدامها أبدًا. كان من المقرر أن تلعب كونمينغ مرة أخرى في هذا الدور خلال الحرب الأهلية الصينية التي تلت ذلك، لكن الحامية القومية لحزب الكومينتانغ هناك تحولت وانضمت إلى الشيوعيين. وبدلاً من ذلك، ستصبح تايوان آخر معقل وموطن حكومة جمهورية الصين. وهو دور تؤديه تايوان حتى يومنا هذا.
تم قطع وصول الصين إلى البحر عندما سقطت مدينة ناننينغ في يد اليابانيين خلال معركة جنوب قوانغشي، ومع ذلك، فإن الانتصار الصيني في معركة ممر كونلون أبقى ممر طريق بورما مفتوحًا. عندما بدأ اليابانيون احتلال الهند الصينية الفرنسية في عام 1940، نما طريق بورما الذي يربط كونمينغ والعالم الخارجي بالصين غير المحتلة بشكل متزايد حيث تم استيراد الكثير من الدعم والمواد الأساسية عبر بورما. بعد الهجوم على بيرل هاربور، وبدء حرب المحيط الهادئ في ديسمبر 1941، عملت كونمينغ كمركز قيادة عسكري للحلفاء، والتي جمعت القوات الصينية والأمريكية والبريطانية والفرنسية معًا لعمليات في جنوب شرق آسيا. أصبحت كونمينغ المحطة الشمالية والشرقية لخط إمداد الحرب الحيوي في الصين المعروف باسم «ذي هامب». كما يقع مقر وحدة الخدمة رقم 101 لمكتب الخدمات الإستراتيجية (وهو سلف مجموعة القوات الخاصة الأولى) في كونمينغ والتي كانت مهمتها تحويل وتعطيل العمليات القتالية اليابانية في بورما.

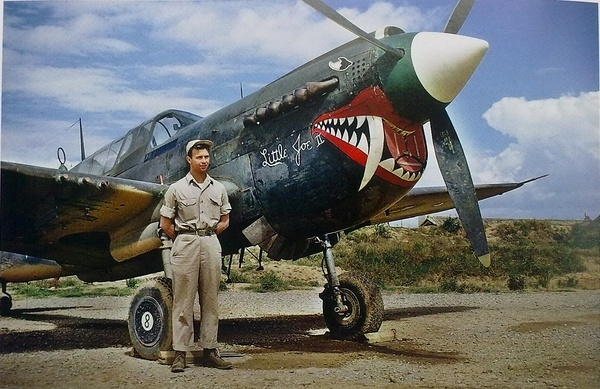
النمور الطائرة وكورتيس بيه-40 وارهوك في قاعدة كونمينغ الجوية، 1944

تم استهداف كونمينغ بشكل متزايد من قبل الخدمة الجوية للجيش الإمبراطوري الياباني عندما ضاع طريق بورما على اليابانيين. كان مقر مجموعة المتطوعين الأمريكية الأولى، المعروفة باسم «النمور الطائرة» في كونمينغ. وكلفت بالدفاع عن خط إمداد «ذي هامب» (بالإنجليزية: The Hump) الممتد فوق جبال الهيمالايا بين القواعد البريطانية في الهند إلى كونمينغ في ميناء الدخول ضد الاعتراضات الجوية اليابانية؛ والذي كان شريان الحياة الأساسي للصين إلى العالم الخارجي. شمل ذلك طريق بورما وطريق ليدو. حيث كانت كونمينغ تعتبر المحطة الشمالية.
أصبحت الصناعة مهمة في كونمينغ خلال الحرب العالمية الثانية. تم نقل أعمال الماكينات المركزية الكبيرة المملوكة للدولة هناك من خونان، بينما توسعت صناعة المنتجات الكهربائية والنحاس والأسمنت والصلب والورق والمنسوجات.

### بعد الحرب العالمية الثانية
كانت كونمينغ مدينة مسورة حتى عام 1952. أمرت حكومة المدينة في عام 1952 مئات الشباب بهدم الجدار واستخدام حجره لإنشاء طريق جديد يمتد من الشمال إلى الجنوب. ولإظهار تقديرها للشباب الذين هدموا الجدار الشرقي أطلقت حكومة المدينة اسم الشارع الجديد عليهم. لا يزال وجودهم يتردد حتى اليوم في أسماء الأماكن مثل «شياو شيمين» (والتي تعني ‹البوابة الغربية الصغرى› Xiao Ximen (بالصينية: 小 西门)؛ و‹بيمين جي› (والتي تعني ‹شارع البوابة الشمالية›) (بالصينية: 北 门 街). هناك أيضًا روابط أقل وضوحًا بالجدار، مثل ‹جينغناين لو› (والتي تعني ‹طريق الشباب› (بالصينية: 青年 路)، الذي كان ذات يوم جدار كونمينغ الشرقي.
تطورت كونمينغ بسرعة إلى مدينة صناعية بعد عام 1949 مع بناء من الحديد والصلب الكبيرة والمجمعات الكيميائية، جنبا إلى جنب مع تشونغتشينغ، وتشنغدو وغوييانغ في جنوب غرب الصين. تم إنشاء معهد الأقليات في عقد 1950 لتعزيز التفاهم المتبادل والوصول إلى التعليم الجامعي بين سكان يوننان متعددي الأعراق. عززت المدينة موقعها كمستودع إمدادات خلال حرب فيتنام والاشتباكات الحدودية اللاحقة. حتى وفاة ماو تسي تونغ، كانت كونمينغ لا تزال تُعتبر عمومًا في معظم أنحاء البلاد على أنها مستوطنة حدودية نائية، ولذا فقد عملت كمكان حتى ذلك الحين للحكومة لنفي الأشخاص الذين فقدوا حظوتهم سياسيًا، خاصة خلال فترة الثورة الثقافية.
في عام 1957، أعيد فتح خط سكة حديد كونمينغ إلى هانوي (بعد قطعه خلال الحرب العالمية الثانية). وتم قطعه مرة أخرى في عام 1979.

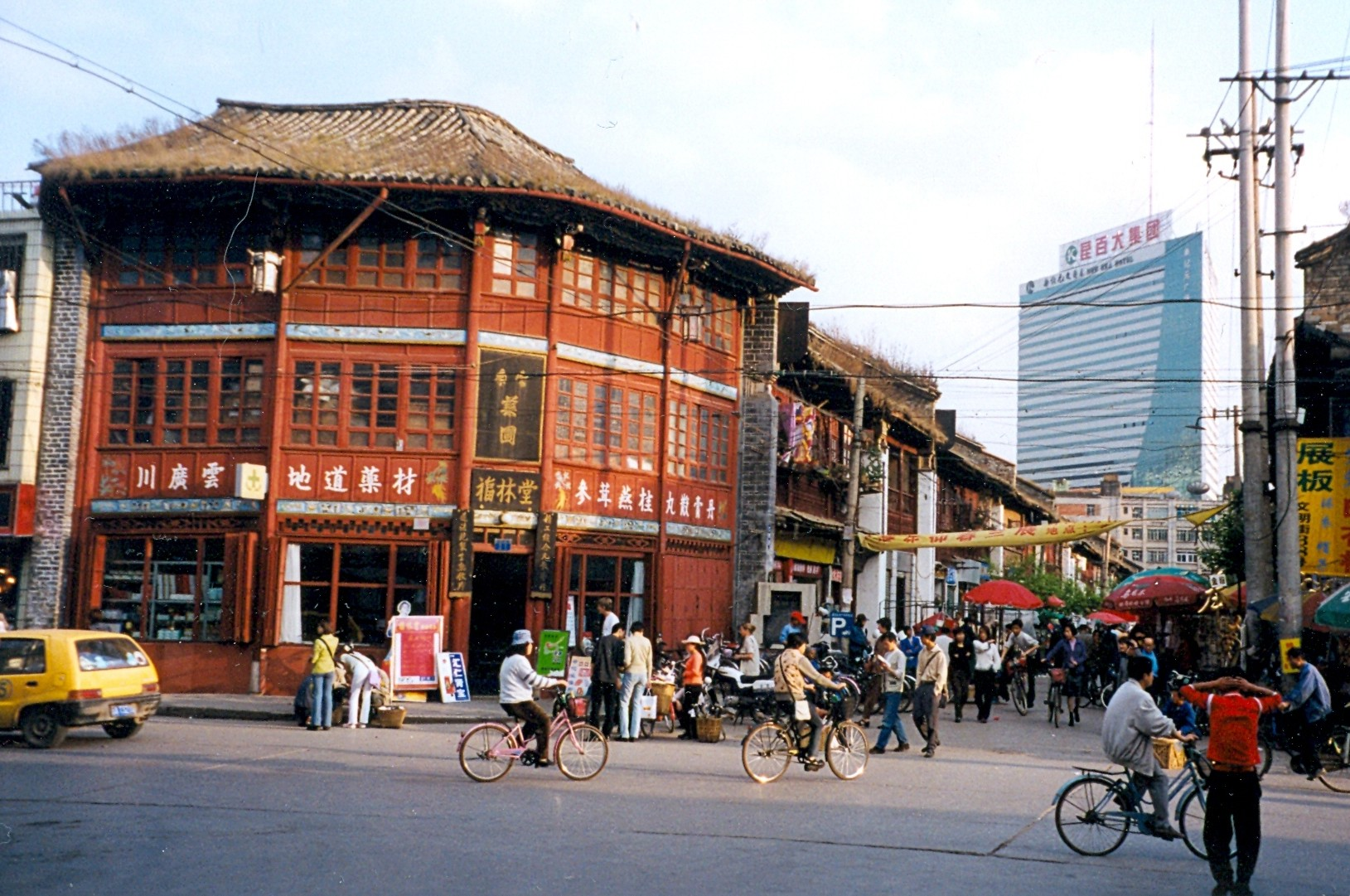
منزل خشبي قديم وناطحة سحاب حديثة في الخلفية

منذ الإصلاحات الاقتصادية في منتصف عقد 1980، تمتعت كونمينغ بزيادة السياحة والاستثمارات الأجنبية، كمثال يرجع أصل العديد من المستثمرين التايلانديين إلى يونان. لدى عديد البنوك التايلاندية الصينية مكاتب في كونمينغ، على سبيل المثال، بنك كاسيكورنبانك وبنك كرونجتاي. قامت الأميرة التايلاندية ماها تشاكرى سيريندهورن بزيارة مدينة كونمينغ عدة مرات لدراسة الثقافة الصينية وتعزيز العلاقات الودية.
أعيد فتح وصلة السكك الحديدية إلى فيتنام مرة أخرى في عام 1996.
عقدت القمة الثانية لمنطقة ميكونغ الكبرى دون الإقليمية في كونمينغ في يوليو 2005 بمشاركة قادة حكوميين من الصين ولاوس وميانمار (بورما) وتايلاند وكمبوديا وفيتنام. هناك، وافقت الصين على إقراض جيرانها أكثر من مليار دولار لسلسلة من المشاريع. ثم كانت الصين تعزز التعاون في منطقة ميكونج الكبرى كخطوة أولى نحو بناء منطقة التجارة الحرة بين الصين ومنظمة أسيان في نهاية المطاف.
تم إجراء تحسينات على البنية التحتية لتحسين الروابط بين كونمينغ وجنوب شرق آسيا في الوقت المناسب لمنطقة التجارة الحرة بين الصين ومنظمة آسيان لعام 2010. من المتوقع أن تجعل اتفاقية التجارة الحرة كونمينغ مركزًا تجاريًا وماليًا لجنوب شرق آسيا. بالإضافة إلى التحسينات المادية لتعزيز تجارة كونمينغ مع جنوب شرق آسيا، قامت الحكومات المركزية وحكومات المقاطعات باستعدادات مالية لمساعدة إشعاع المدينة. وافقت الحكومة المركزية في نهاية عام 2004 على كون كونمينغ واحدة من 18 مدينة بالبر الرئيسي الصيني أين يمكن للبنوك الأجنبية ممارسة الأعمال بالرنمينبي.
أعيد بناء وسط المدينة بمساعدة سويسرية في الثمانينيات والتسعينيات من القرن العشرين بأسلوب «حديث» حالي لإبهار الزائرين الذين حضروا معرض البستنة العالمي 1999. خلال عامي 1997 و 1998 تم بناء الكثير من طرق المدينة والجسور والمباني المرتفعة.

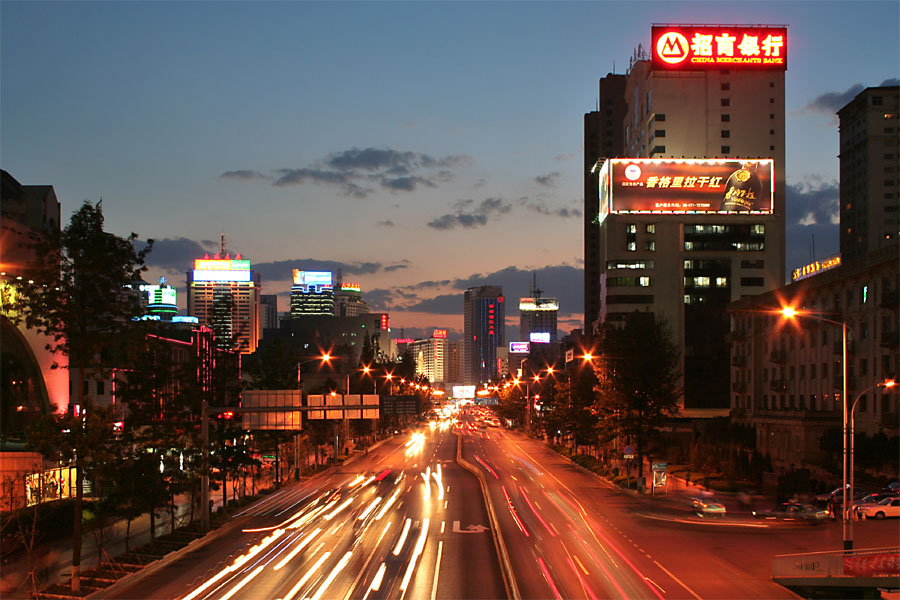
كونمينغ في الليل

كان يُنظر إلى المعرض العالمي للبستنة على نطاق واسع على أنه نجاح علاقات عامة لكونمينغ. تتجلى آثار ما بعد المعرض اليوم في أكثر من مجرد التحسينات المادية للمدينة - إذ جعل المعرض العالم الخارجي ينتبه إلى كونمينغ، التي كانت غير معروفة نسبيًا في ذلك الوقت.
وافقت الصين وبنغلادش وميانمار (بورما) خلال محادثات منتدى أسيان الإقليمي في يوليو 2006 على بناء طريق سريع من كونمينغ إلى شيتاغونغ عبر ماندالاي للتجارة والتنمية.
قُتل 29 شخصًا وأصيب أكثر من 130 في هجوم كونمينغ الإرهابي في محطة سكة حديد كونمينغ في 1 مارس 2014.

## الجغرافيا

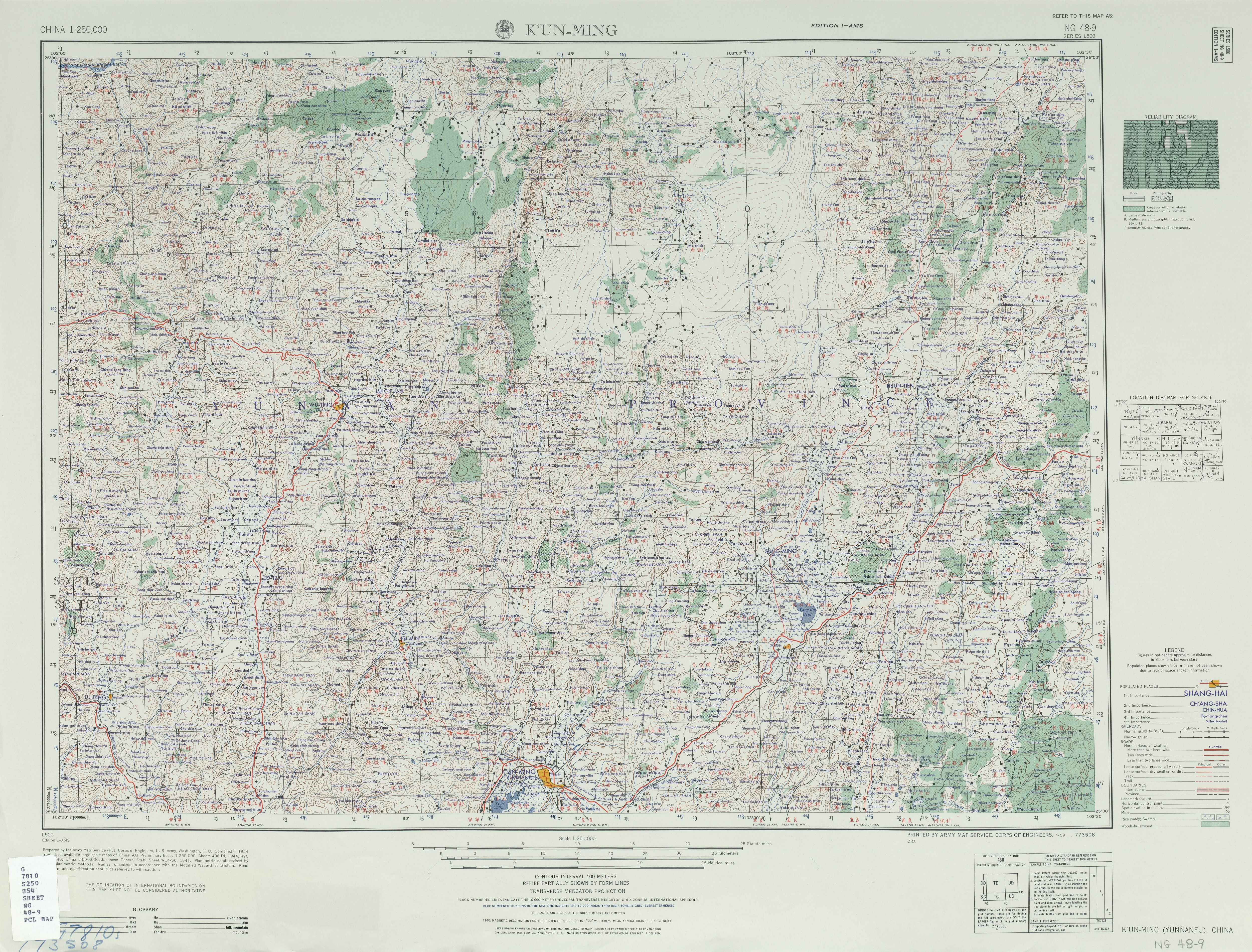
خريطة تشمل كونمينغ (مسماة ك K'UN-MING (YÜNNANFU) (خدمة الجيش للخرائط، 1954)

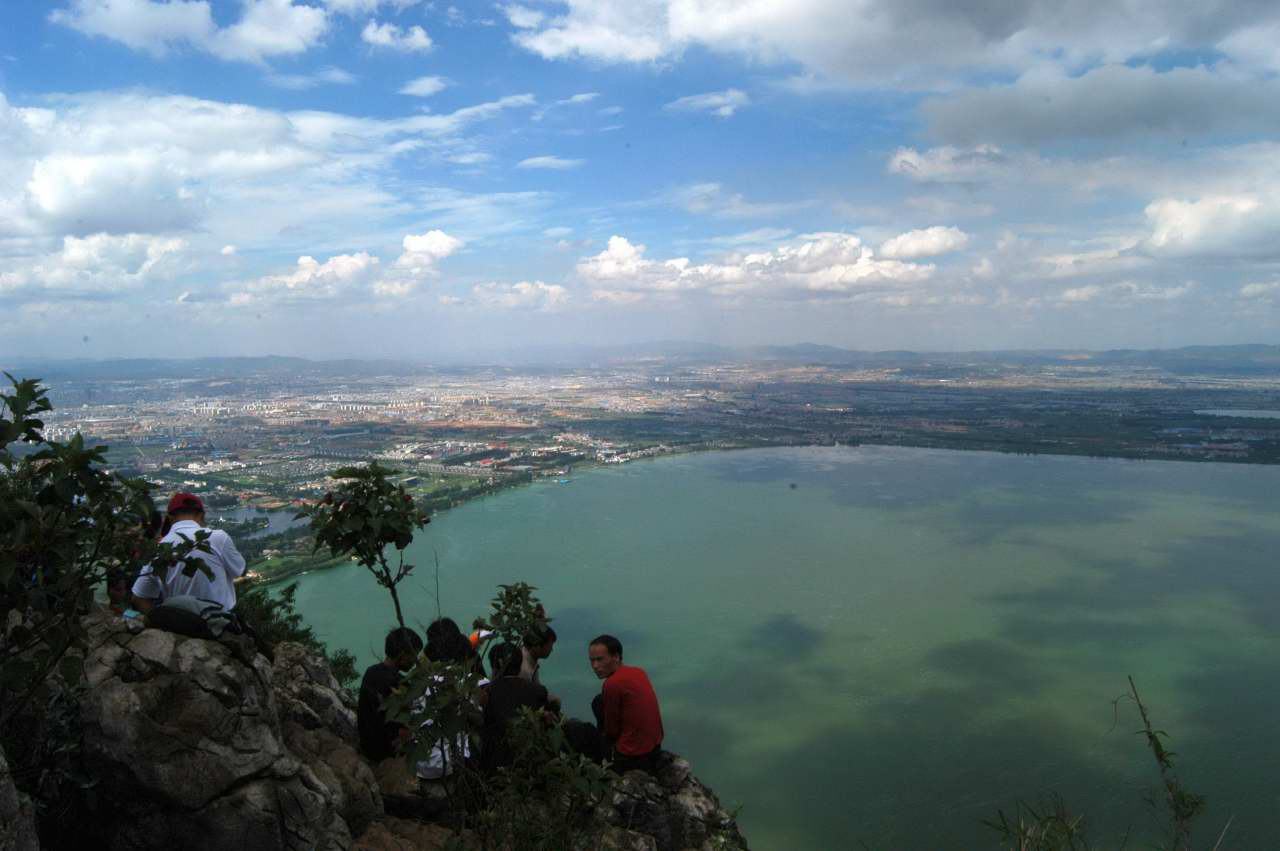
بحيرة ديان

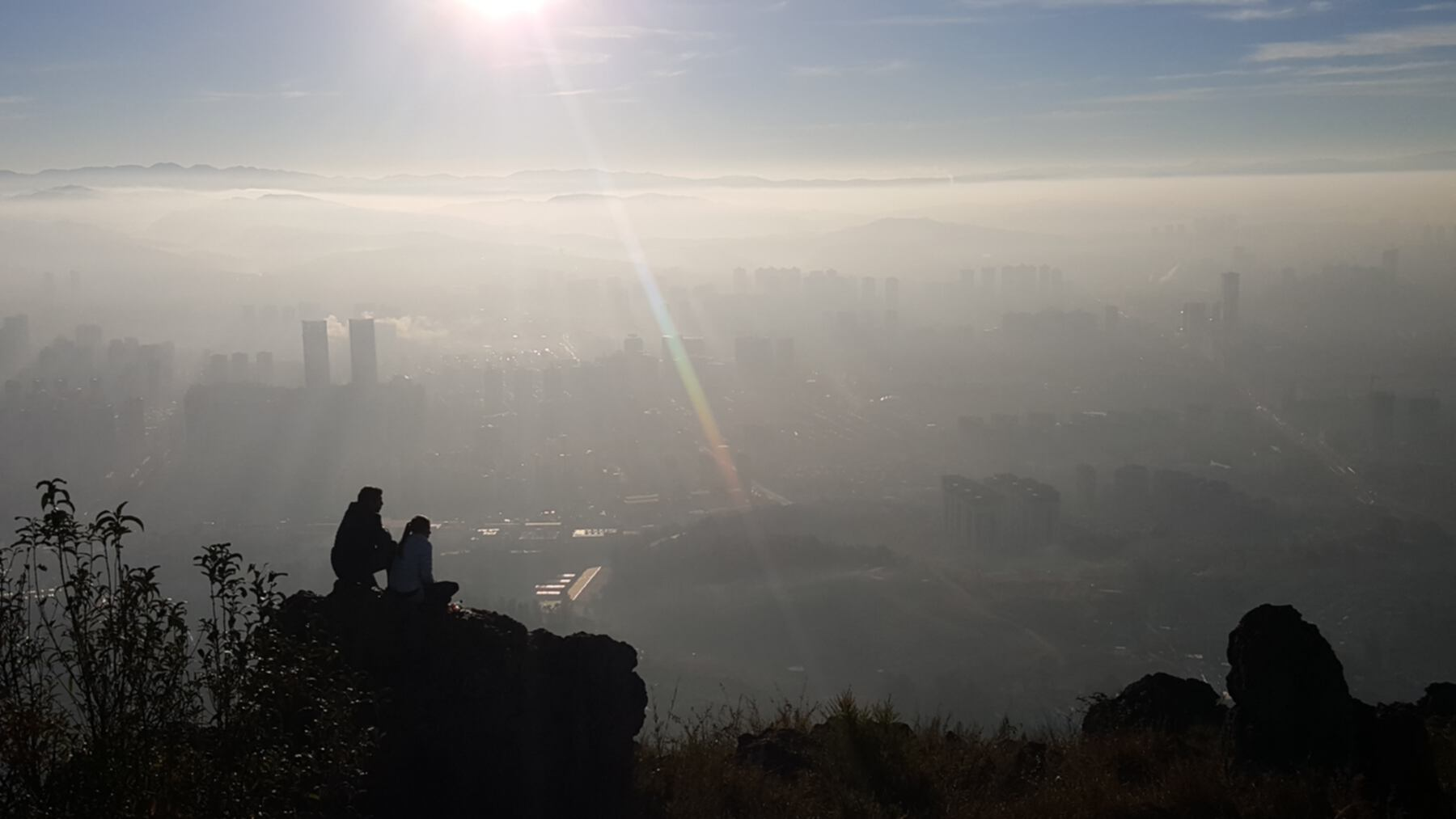
كونمينغ عند الفجر، من قمة جبل تشانغتشونغشان.

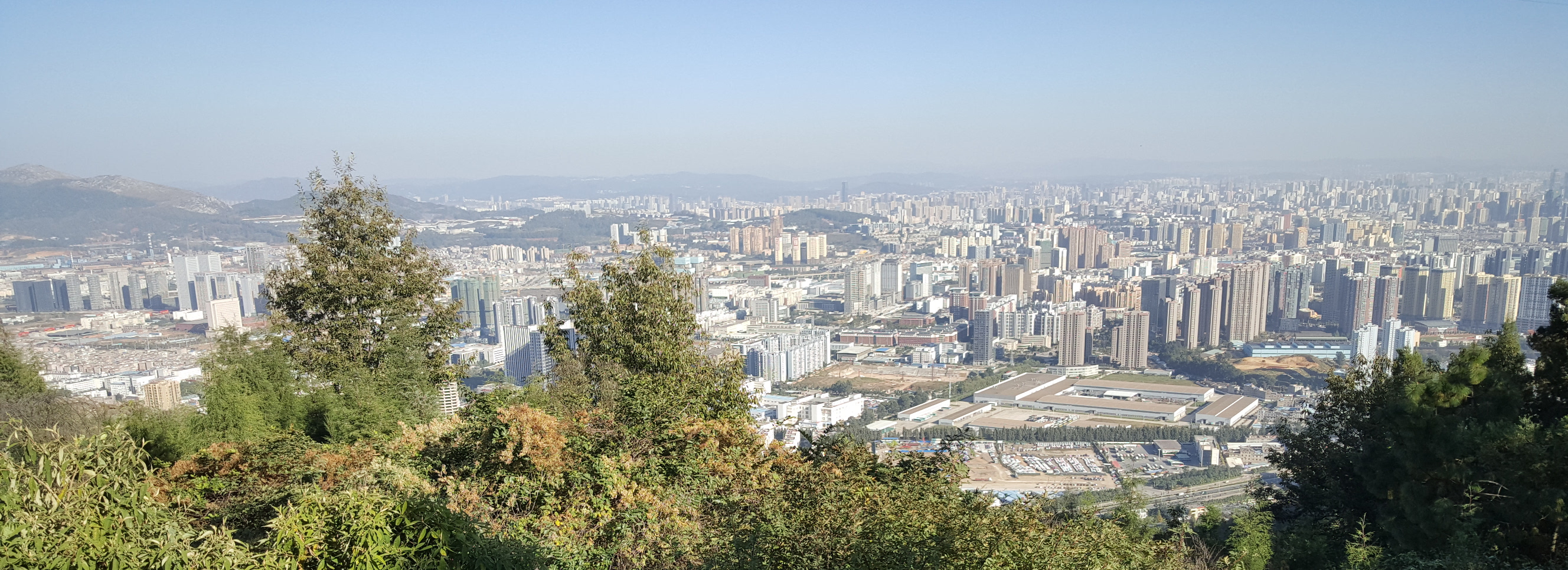
منظر بانورامي لشمال وسط مدينة كونمينغ مأخوذ من مقبرة يوآن شان باتجاه الشمال الشرقي إلى الشرق والجنوب الشرقي.

تقع مدينة كونمينغ في شرق وسط مقاطعة يونان. وهي تقع بين خطي عرض 24 ° 23 'و 26 ° 22' شمالاً، وخط طول شرقاً 102 ° 10 'و 103 ° 40' شرقاً، وتبلغ مساحتها الإجمالية 21,600 كيلومتر مربع (8,340 ميلاً مربعاً). يمتد أوسع امتداد لها من الشرق إلى الغرب إلى 140 كيلومترًا (87 ميلاً) وأكبر توسع لها من الشمال إلى الجنوب يصل إلى 220 كيلومترًا (137 ميلاً).
تقع في حوض بحيرة خصبة على الشاطئ الشمالي من بحيرة ديان وتحيط بها الجبال في الشمال والغرب والشرق. لعبت كونمينغ دورا محوريا دائما في الاتصالات من جنوب غرب الصين. تعتبر بحيرة ديان المعروفة باسم «لؤلؤة الهضبة» أكبر بحيرة في يونان وسادس أكبر بحيرة للمياه العذبة في الصين. تبلغ مساحتها حوالي 340 كيلومترا مربعا (130 ميلا مربعا). أعلى نقطة كونمينغ هي مازونغ ريدج من جبل جياوزي الثلجي في لوكوان مع ارتفاع 4,247 متر (13,934 قدم). أدنى نقطة في كونمينغ هي نقطة اشتراك كل من نهر شياو ونهر جينشا في منطقة دونغشوان بارتفاع 695 مترا (2,280 قدما). يبلغ إرتفاع مساحة وسط المدينة 1,891 مترًا (6,204 قدمًا) فوق سطح البحر.
على بعد حوالي 96 كم (60 ميل) جنوب شرق وسط المدينة توجد غابة الأحجار في مقاطعة شيلين، وهي تشكل كارستي تم تطويرها كمنطقة جذب سياحي تتكون من الكهوف الصخرية والأقواس والأجنحة. وهو جزء من المناظر الطبيعية القائمة على الكارست في المنطقة.

### مناخ
تقع على ارتفاع 1,890 مترًا (6,200 قدمًا) على هضبة يونان-قويتشو مع خط عرض منخفض وارتفاع عالٍ، تتمتع كونمينغ بواحد من أكثر المناخات اعتدالاً في الصين، وتتميز بفصول شتاء قصيرة وجافة مع أيام معتدلة وليالي هشة وبصيف طويل معتدل ورطب. تشتهر مدينة كونمينغ بطقسها الدائم الذي يشبه الربيع والذي يوفر المناخ المثالي للنباتات والزهور، ما أعطاها اسم «مدينة الربيع الخالدة». نادرًا ما يصل الطقس إلى درجات حرارة عالية في الصيف، حيث تجاوزت 30 °م (86 °ف) في عدد قليل من المناسبات. ومع ذلك، تحدث تساقطات الثلوج العرضية في فصول الشتاء. التي يسيطر عليها مناخ شبه استوائي المرتفعات (حسب تصنيف كوبن للمناخ)، يتراوح متوسط درجة الحرارة الشهرية على مدار 24 ساعة من 8.9 °م (48.0 °ف) في يناير إلى 20.3 °م (68.5 °ف) في يونيو، مع ارتفاع درجات الحرارة اليومية إلى أدنى وأعلى درجة في ديسمبر ومايو على التوالي. المدينة مغطاة بالأزهار والنباتات المورقة على مدار السنة. تعتبر الفترة من مايو إلى أكتوبر موسم الرياح الموسمية في حين أن بقية العام جاف. يبلغ متوسط درجة الحرارة السنوية في المدينة 15.52 °م (59.9 °ف)، وهطول الأمطار 979 ملم (38.5 بوصة) (ما يقرب من 3/5 تهطل من يونيو إلى أغسطس) وفترة خالية من الصقيع لمدة 230 يومًا؛ مع نسبة سطوع الشمس المحتملة الشهرية التي تتراوح من 30% في يوليو إلى 69% في فبراير ومارس، تتلقى المدينة 2,198 ساعة من أشعة الشمس الساطعة سنويًا. تراوحت درجات الحرارة القصوى في المدينة من -7.8 إلى 31.3 °م (18 إلى 88 °ف).
| البيانات المناخية لـكونمينغ (1981–2010)                                           | البيانات المناخية لـكونمينغ (1981–2010) | البيانات المناخية لـكونمينغ (1981–2010) | البيانات المناخية لـكونمينغ (1981–2010) | البيانات المناخية لـكونمينغ (1981–2010) | البيانات المناخية لـكونمينغ (1981–2010) | البيانات المناخية لـكونمينغ (1981–2010) | البيانات المناخية لـكونمينغ (1981–2010) | البيانات المناخية لـكونمينغ (1981–2010) | البيانات المناخية لـكونمينغ (1981–2010) | البيانات المناخية لـكونمينغ (1981–2010) | البيانات المناخية لـكونمينغ (1981–2010) | البيانات المناخية لـكونمينغ (1981–2010) | البيانات المناخية لـكونمينغ (1981–2010) |
| الشهر                                                                             | يناير                                   | فبراير                                  | مارس                                    | أبريل                                   | مايو                                    | يونيو                                   | يوليو                                   | أغسطس                                   | سبتمبر                                  | أكتوبر                                  | نوفمبر                                  | ديسمبر                                  | المعدل السنوي                           |
| --------------------------------------------------------------------------------- | --------------------------------------- | --------------------------------------- | --------------------------------------- | --------------------------------------- | --------------------------------------- | --------------------------------------- | --------------------------------------- | --------------------------------------- | --------------------------------------- | --------------------------------------- | --------------------------------------- | --------------------------------------- | --------------------------------------- |
| الدرجة القصوى °م (°ف)                                                             | 23.3 (73.9)                             | 25.6 (78.1)                             | 28.2 (82.8)                             | 30.4 (86.7)                             | 31.3 (88.3)                             | 30.0 (86.0)                             | 30.3 (86.5)                             | 30.3 (86.5)                             | 30.4 (86.7)                             | 27.4 (81.3)                             | 25.3 (77.5)                             | 25.1 (77.2)                             | 31.3 (88.3)                             |
| متوسط درجة الحرارة الكبرى °م (°ف)                                                 | 15.9 (60.6)                             | 17.9 (64.2)                             | 21.1 (70.0)                             | 24.0 (75.2)                             | 24.6 (76.3)                             | 24.6 (76.3)                             | 24.4 (75.9)                             | 24.7 (76.5)                             | 23.1 (73.6)                             | 20.9 (69.6)                             | 18.0 (64.4)                             | 15.5 (59.9)                             | 21.2 (70.2)                             |
| المتوسط اليومي °م (°ف)                                                            | 8.9 (48.0)                              | 10.9 (51.6)                             | 14.1 (57.4)                             | 17.3 (63.1)                             | 19.2 (66.6)                             | 20.3 (68.5)                             | 20.2 (68.4)                             | 19.9 (67.8)                             | 18.3 (64.9)                             | 16.0 (60.8)                             | 12.1 (53.8)                             | 9.0 (48.2)                              | 15.5 (59.9)                             |
| متوسط درجة الحرارة الصغرى °م (°ف)                                                 | 3.5 (38.3)                              | 5.0 (41.0)                              | 8.0 (46.4)                              | 11.4 (52.5)                             | 14.7 (58.5)                             | 17.0 (62.6)                             | 17.3 (63.1)                             | 16.8 (62.2)                             | 15.2 (59.4)                             | 12.7 (54.9)                             | 7.9 (46.2)                              | 4.2 (39.6)                              | 11.1 (52.1)                             |
| أدنى درجة حرارة °م (°ف)                                                           | −2.8 (27.0)                             | −1.6 (29.1)                             | −5.2 (22.6)                             | 2.0 (35.6)                              | 5.5 (41.9)                              | 10.8 (51.4)                             | 11.6 (52.9)                             | 11.5 (52.7)                             | 6.2 (43.2)                              | 4.0 (39.2)                              | −0.8 (30.6)                             | −7.8 (18.0)                             | −7.8 (18.0)                             |
| الهطول مم (إنش)                                                                   | 15.8 (0.62)                             | 14.6 (0.57)                             | 17.6 (0.69)                             | 25.2 (0.99)                             | 85.5 (3.37)                             | 170.4 (6.71)                            | 200.2 (7.88)                            | 203.9 (8.03)                            | 113.9 (4.48)                            | 81.7 (3.22)                             | 36.7 (1.44)                             | 13.6 (0.54)                             | 979.1 (38.54)                           |
| متوسط أيام هطول الأمطار (≥ 0.1 مم)                                                | 4.4                                     | 4.6                                     | 5.5                                     | 6.8                                     | 12.2                                    | 17.4                                    | 20.3                                    | 19.3                                    | 15.8                                    | 13.0                                    | 7.3                                     | 3.8                                     | 130.4                                   |
| متوسط الرطوبة النسبية (%)                                                         | 66                                      | 60                                      | 56                                      | 56                                      | 66                                      | 77                                      | 81                                      | 80                                      | 79                                      | 79                                      | 75                                      | 72                                      | 71                                      |
| ساعات سطوع الشمس الشهرية                                                          | 224.5                                   | 219.6                                   | 255.4                                   | 244.8                                   | 212.2                                   | 135.0                                   | 124.3                                   | 144.9                                   | 123.5                                   | 143.7                                   | 169.8                                   | 200.0                                   | 2٬197٫7                                 |
| نسبة وصول أشعة الشمس                                                              | 68                                      | 69                                      | 69                                      | 64                                      | 52                                      | 33                                      | 30                                      | 36                                      | 34                                      | 40                                      | 52                                      | 61                                      | 50                                      |
| المصدر: إدارة الأرصاد الجوية الصينية (أيام هطول الأمطار والشمس المشرقة 1971-2000) |                                         |                                         |                                         |                                         |                                         |                                         |                                         |                                         |                                         |                                         |                                         |                                         |                                         |

### الموارد الطبيعية
تشمل الموارد المعدنية الفوسفور والملح والمغنيسيوم والتيتانيوم والفحم ورمل الكوارتز والطين والسيليكا والنحاس. مناجم الفوسفور والملح هي الأكثر وفرة. منجم كونيانغ للفوسفور هو أحد مناجم الفوسفور الثلاثة الرئيسية في البلاد. يبلغ احتياطي الملح الصخري 1.222 مليار طن (1.203 مليار طن طويل؛ 1.347 مليار طن قصير) واحتياطيات ميرابيليت تقدر ب 1.908 مليار طن (1.878 مليار طن طويل؛ 2.103 مليار طن قصير). تعتبر منطقة دونغتشوان قاعدة رئيسية لإنتاج النحاس.
تبلغ الاحتياطيات المؤكدة من غاز ميثان طبقة الفحم حوالي 500 مليار متر مكعب (18,000 مليار قدم مكعب)، أي ما يعادل 720 مليون طن (710 مليون طن بريطاني؛ 790 مليون طن أمريكي) من الفحم القياسي. يتم توزيع موارد الطاقة الحرارية الأرضية على نطاق واسع.

### البيئة والبستنة
يوجد في كونمينغ 2,585 هكتارًا (6,390 أكر) من المروج والأشجار والزهور، بمتوسط 4.96 متر مربع (53.4 قدم مربع) للفرد ومساحة خضراء تبلغ 21.7%. تبلغ مساحة منطقة التحكم في الدخان في المدينة 115 كيلومترًا مربعًا (44 ميلًا مربعًا) ومنطقة التحكم في الضوضاء 87 كيلومترًا مربعًا (34 ميلًا مربعًا).
تعتبر كونمينغ مركزًا هامًا للبستنة في الصين، حيث توفر منتجات مثل الحبوب والقمح والفول والذرة والبطاطس والفاكهة مثل الخوخ والتفاح والبرتقال والعنب والكستناء. تشتهر كونمينغ عالميًا بزهورها وزراعة الأزهار. يُزرع أكثر من 400 نوع من الزهور بشكل شائع في كونمينغ. تعرف أزهار الكاميليا، المغنولية العارية، الأزالية، زهرة الربيع، الزنبق والسحلبية باسم الأزهار الستة الشهيرة في المدينة.
وأكدت بلدية كونمينغ زهرة الكاميليا كزهرة المدينة في عام 1983.
تخطط حكومة مدينة كونمينغ لإنشاء محكمة ابتدائية بيئية للتعامل مع الدعاوى القضائية المتعلقة بالبيئة. ستكون جزءًا من محكمة الشعب المتوسطة بالمدينة وستكون لها سلطة قضائية على الطعون المقدمة من الشركات التي ثبتت إدانتها بانتهاك قوانين البيئة في المدن في جميع أنحاء يونان.

## التركيبة السكانية
من بين أكثر من خمسة ملايين شخص مسجلين كمقيمين في كونمينغ في عام 2006، هناك حوالي أربعة ملايين من إثنية هان. يعتبر السكان من أقلية قومية يي أبرز الأقليات في المدينة، حيث يبلغ عدد سكانها أكثر من 400,000 نسمة. يعتبر السكان من أقلية دولونغ (أو ديرونغ) الأقلية العرقية الأقل تمثيلا في كونمينغ حيث يبلغ عددهم 75 شخصا من دولونغ (أو ديرونغ) الذين يعيشون في المدينة.
عدد السكان المسجلون في كونمينغ حسب العرقية في عام 2006:
- هان: 4,383,500
- يي: 400,200
- هوي: 149,000
- باي: 73,200
- مياو: 46,100
- ليسو: 17,700
- تشوانغ: 14,000
- داي: 13,200
- هاني: 11,000
- ناكشي: 8,400
- مانشو: 4,800
- بوي: 3,400
- مغول: 2,500
- لاهو: 1,700
- تبت: 1,500
- ياو: 1,100
- جينغبو: 1,100
- بارووق: 1,000
- بلانغ: 441
- بريمي: 421
- سوي: 294
- أخانغ: 263
- نو: 156
- جينو: 135
- ديرونغ: 75

## سيتي سكيب

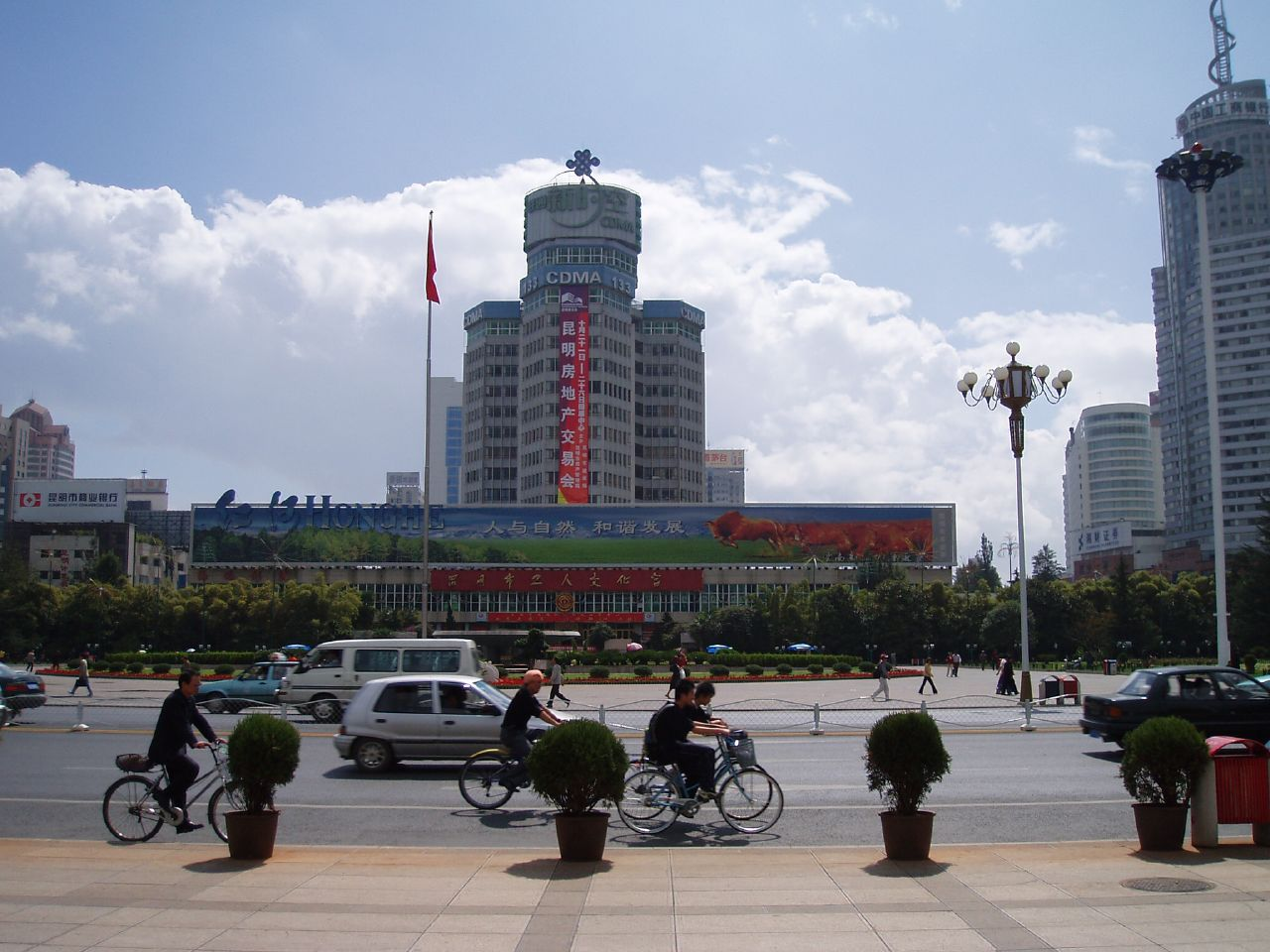
ساحة دونغفنغ (أي: الرياح الشرقية). تم هدم مبنى قاعة العمال الثقافية الموجود في الخلفية لبناء مترو أنفاق.

يوجد في وسط المدينة ثلاثة ساحات رئيسية وخمسة شوارع رئيسية: ميدان جينما بيجي وميدان نانبينغ وميدان دونغفنغ جنبًا إلى جنب مع نانبينغ جي وجينبي لو ورينمين لو وتشنغغي لو وجينغشين جي. تعتبر جينغيان لو وجينغيي لو ورينمين لو المناطق التجارية الرئيسية في كونمينغ. أشهر شوارع المشاة هي نانبينغ جي وسوق جينتشينغ للطيور والورود وجينما بيجي فانغ.
ينصب تركيز كونمينغ العام على الساحة الضخمة خارج قاعة العمال الثقافية التي تم هدمها الآن عند تقاطع دونغفنغ-لو وبكين-لو، حيث تتواجد حشود في الصباح تمارس رياضة تاي تشي وتلعب كرة الريشة الطائرة (بادمينتون). كما يتم عرض مسرح هواة عطلة نهاية الأسبوع في الساحة. يجري تحديث وسط المدينة الحقيقي بسرعة، ويقع غرب الساحة عبر نهر بانلونغ المجاور (والذي أصبح عبارة عن قناة مائية) خارج متجر كونمينغ متعدد الأقسام في مفترق طرق نانبينغ لو/تشنغيي لو وهي منطقة تسوق مزدحمة ومليئة بمخازن الملابس والإلكترونيات. يتلقى النهر مياه الصرف الصحي والمياه الملوثة من أنابيب المحيطة بها. تحيط بالمنطقة العديد من المباني الشاهقة الجديدة.
يعد المركز منطقة ذات أهمية لسكان إثنية هوي في كونمينغ، حيث كان شونشينغ جيي أحد آخر الشوارع القديمة في وسط المدينة، والذي كان يشكل في السابق حيًا مسلمًا. حتى قبل عام 2005 بقليل، كان هذا الشارع مليئًا باللحم البقري ولحم الضأن المجفف بالرياح، وبائعي الخبز والزبيب، ومقالي ضخمة من تحميص حبوب البن التي يتم تقليبها بالمجارف. في ظل التحديث السريع لكونمينغ، تم هدم الشارع لإفساح المجال أمام الشقق ومراكز التسوق. يقع نانتشينغ جينجين سي خلف سوبر ماركت على بعد مبنى واحد شمالًا قبالة جينغيي لو، وهو المسجد الجديد في المدينة حيث يمكن ررية القبة الخضراء والمئذنة المزخرفة على شكل شيفرون من بعيد والتي بنيت في موقع صرح يابق تابع لسلالة تشينغ الحاكمة.
في الغرب قبالة جينغيي جي بعد المسجد مباشرة، يؤدي جينغيي جي إلى واحدة من أكثر الزوايا غرابة في المدينة، حيث يجتمع سوق الطيور والزهور الضخم في كونمينغ يوميًا في الشوارع التي تربطه بشمال غوانغهوا جي الموازية للشمال. يقدم السوق العديد من النباتات مثل السحلبية التي تم جمعها وزراعتها في جميع أنحاء المقاطعة. يوجد يوجد طريق من أشجار الصنوبر وبركة وجناح قديم وأسرّة من الخيزران والأزاليات ونخيل محفوظ بوعاء في الأراضي الصغيرة للمعبد الكونفوشيوسي المتلاشي الآن قبالة الطرف الغربي من تشانغشونغ لو.
يمتد جينبي لو بالتوازي تقريبًا مع دونغفينغ لو وجنوبه، ويتم الوصول إليه من بيجينغ لو. يرتفع باغودتان صينيتان كبيرتان في المنطقة المجاورة، يتكون كل منهما من ثلاثة عشر طابقًا من الطوب المطلي بالأبيض تتوج بأربعة أكواب حديدية. تم بناء الباغودا الغربية بين عامي 824 و 859 خلال عهد سلالة تانغ الحاكمة. تم بناء نظيرته الأصلية، المعبد الشرقي، في نفس الوقت ولكن تم تدميره من قبل زلزال كونمينغ 1833 وأعيد بناؤها بنفس أسلوب تانغ في عام 1882. جنوب أسفل دونغسي جي، بعد مسجد آخر، مدخل ويست باغودا على طول حارة ضيقة على اليمين. في الفناء المحيط الصغير، يقضي العاشقون فترة بعد الظهر المشمسة وهم يلعبون الورق ويحتسون الشاي في أجواء هادئة ومتداعية. تعتبر الباغودا الشرقية نسخة مكررة مائلة قليلاً من مستحضرات التجميل تقف في حديقة زينة على بعد بضع دقائق سيرًا على الأقدام شرقًا في شولين جي. المعابد المرتبطة بكلتا الباغودتين مغلقة للزوار.

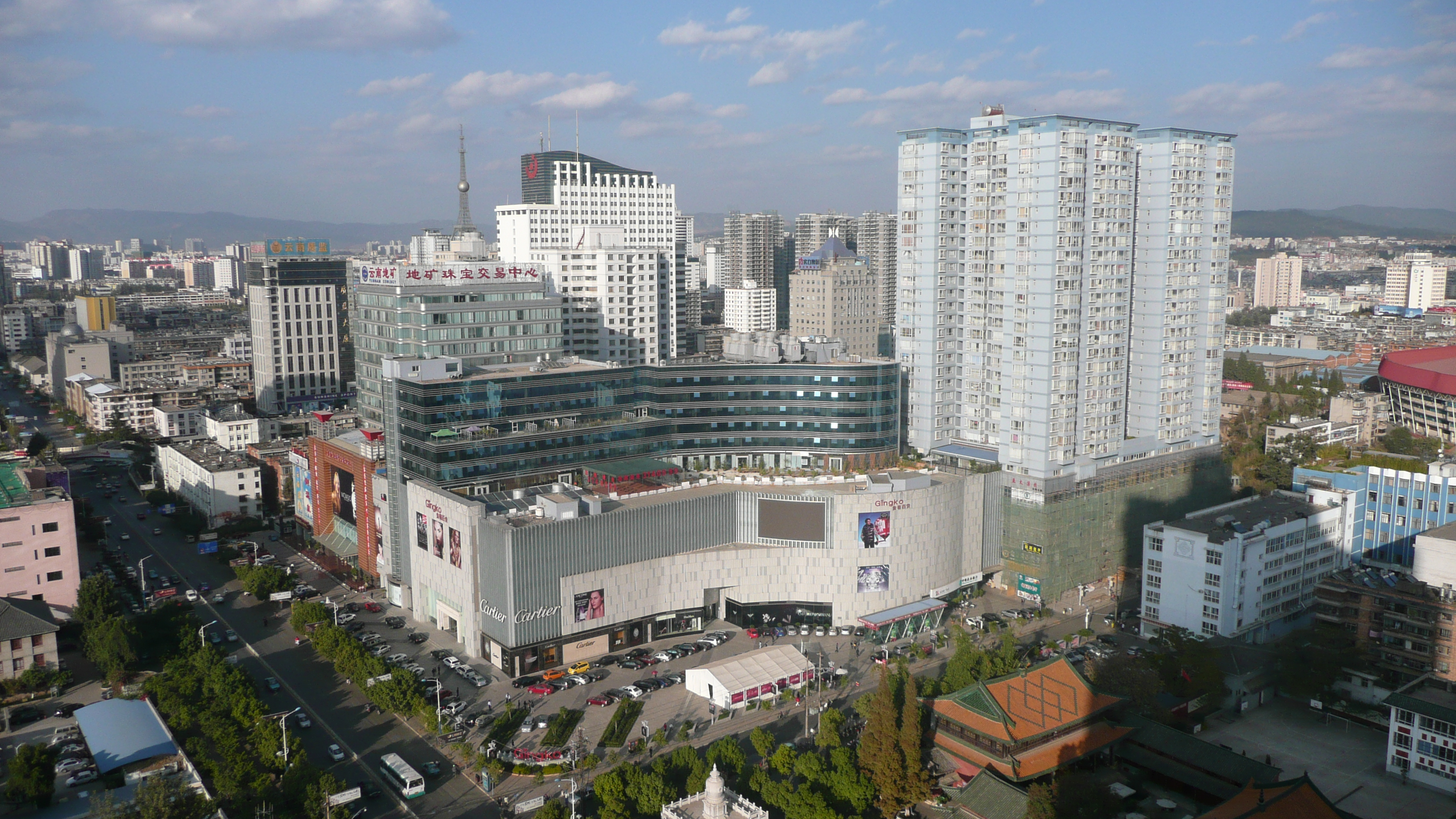
كونمينغ المركزية

### الحدائق

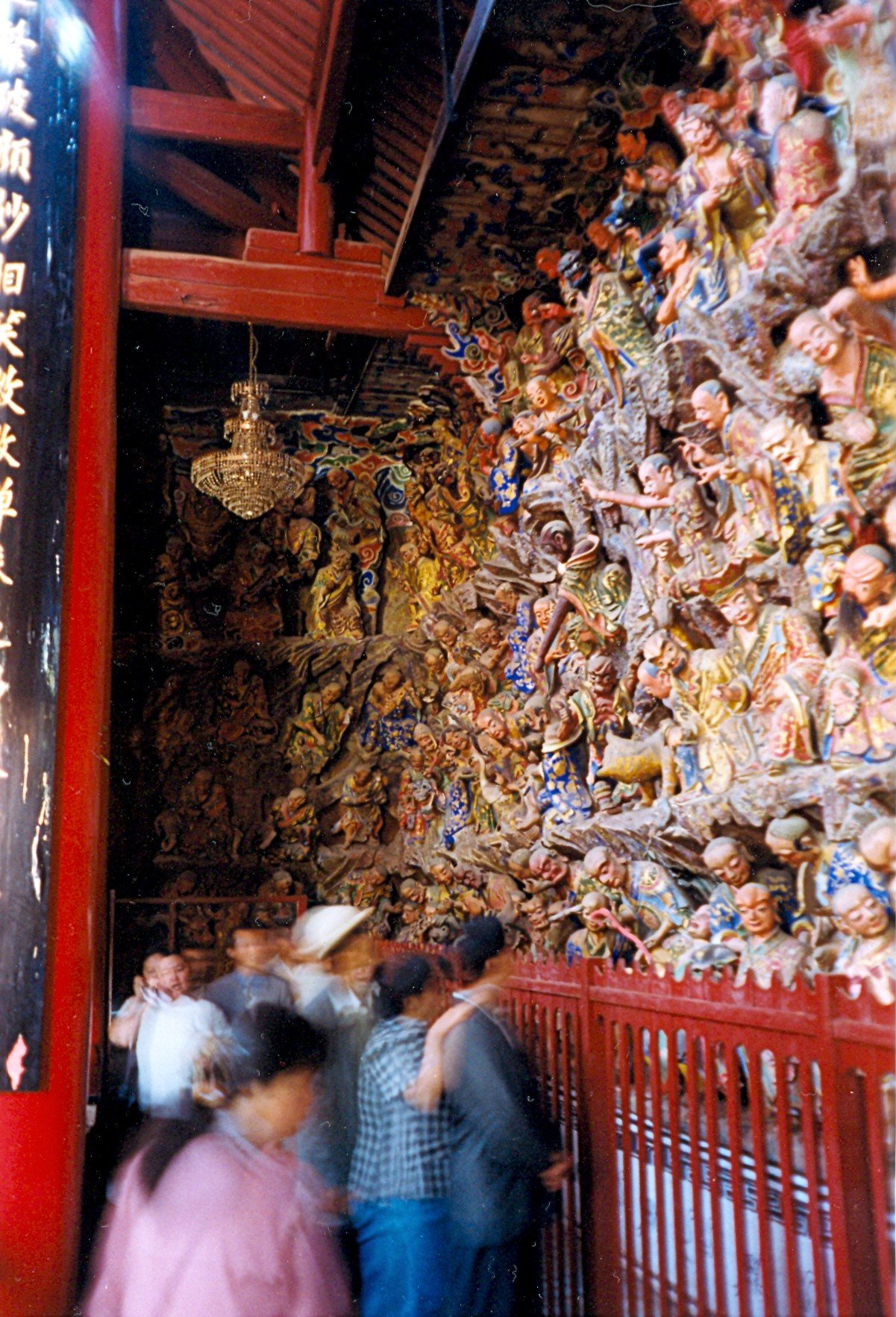
معبد هواتينغ في التلال الغربية بالقرب من كونمينغ

يعتبر منتزه كويهو (متنزه البحيرة الخضراء) واحدا من المتنزهات الرئيسية في كونمينغ وهي في الغالب بحيرة محاطة بالخضرة. يقع في الجانب الغربي من الحديقة تمثال نيه أر مؤلف مسيرة المتطوعين -النشيد الوطني الصيني- والذي يعتبر أحد أشهر الوطنيين في يونان. وهو مكان مفتوح للجمهور مجانًا.
يقع منتزه داغوان على بحيرة ديان في الحدود الجنوبية الغربية لكونمينغ. تم وضعه في الأصل من قبل الإمبراطور كانغ شي في عهد سلالة تشينغ الحاكمة، وقد تم تعديله على مر السنين ليشمل ملاهي صاخبة وأكشاك طعام ومتاجر، وهو مكان مفضل لشباب كونمينغ.
تضم حديقة حيوان كونمينغ 5000 حيوان من 140 نوعًا وتستقبل 3 ملايين زائر سنويًا. وتأسست الحديقة عام 1950 وهي مجاورة لمنتزه يوانتونغ.
وتشمل حدائق أخرى في كونمينغ بركة التنين الاسود، وحدائق كونمينغ النباتية في الشمال، وحديقة الشاي وينمايوا في منطقة ووهوا.

## المعالم
يقع «معرض حديقة العالم للبستنة» في الضواحي الشمالية لكونمينغ، على بعد ستة كيلومترات (3.7 ميل) من وسط مدينة كونمينغ. عقدت كونمينغ من 1 مايو إلى 31 أكتوبر 1999 معرض البستنة العالمي لعام 1999، وكان موضوعه «الإنسان والطبيعة - مسيرة نحو القرن الحادي والعشرين».
تقع «منطقة حديقة المعبد الذهبي»، الواقعة على تل مينغفنغ في الضواحي الشمالية لكونمينغ، على بعد ثمانية كيلومترات (5.0 أميال) من وسط مدينة كونمينغ. شيدت عام 1602 (العام الثلاثين من فترة حكم الإمبراطور وانلي في عهد أسرة مينغ)، وجميع عوارضها وأعمدتها وأقواسها وأبوابها ونوافذها وبلاطها وتماثيلها البوذية وألواحها المنقوشة الأفقية مصنوعة من النحاس تزن أكثر من 200 طن إنه أكبر مبنى نحاسي في الصين.
تعتبر المتاحف البارزة في كونمينغ:
- متحف مقاطعة يونان
- متحف كونمينغ (أعيد تطويره عام 2014)
- متحف كونمينغ للتاريخ الطبيعي لعلم الحيوان (افتتح في نوفمبر 2006)
- متحف الإثنولوجيا في يونان (افتتح عام 1995)

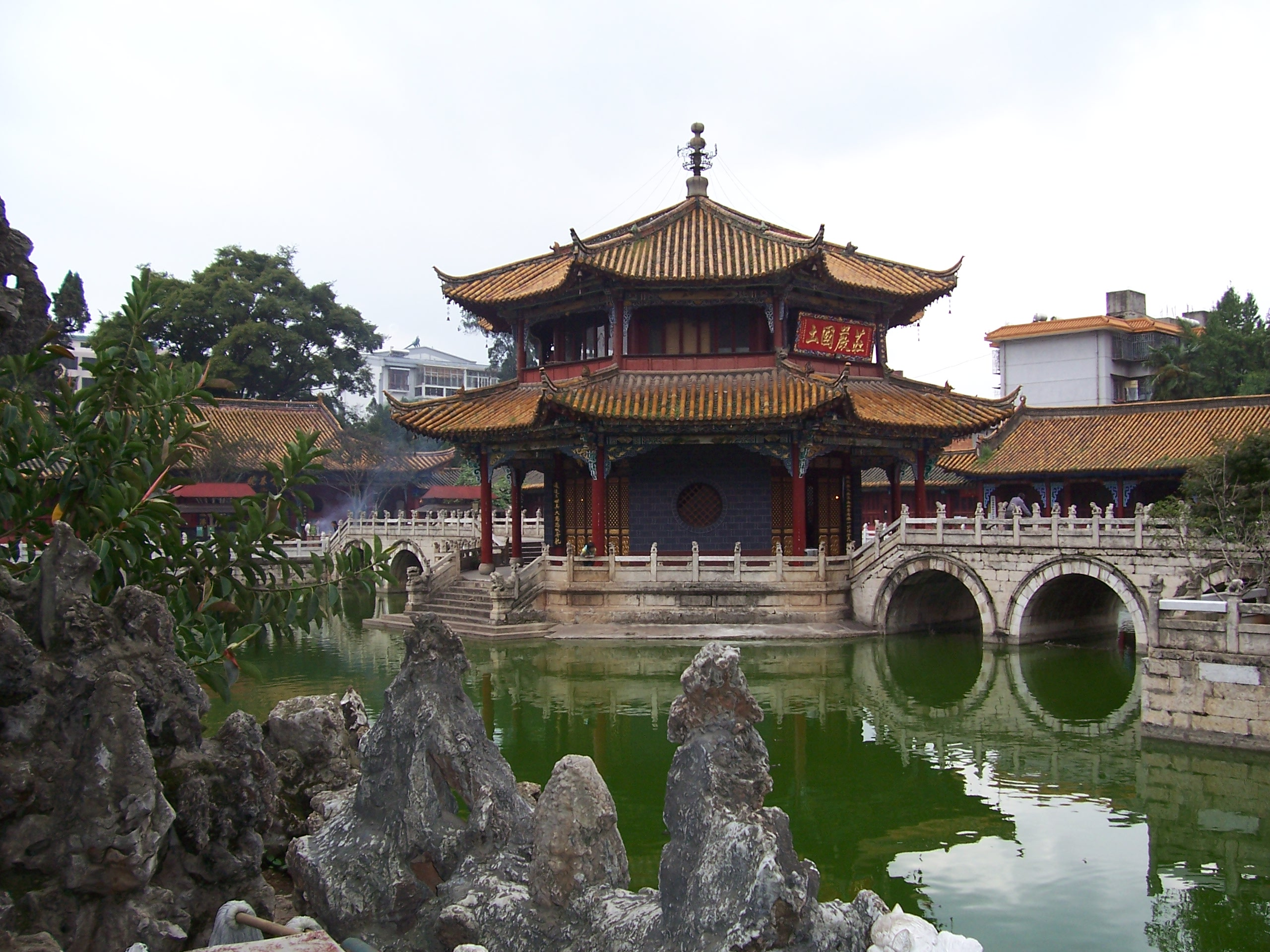
معبد يوانتونغ، أكبر مجمع بوذي في كونمينغ

يعتبر معبد يوانتونغ المعبد البوذي الرئيسي في مدينة كونمينغ. إنه أكبر وأشهر المعابد في كونمينغ حيث تم تشييد الهيكل الأصلي لأول مرة منذ أكثر من 1200 عام خلال عهد سلالة تانغ الحاكمة. يقع المعبد في منخفض على الجانب الجنوبي من حديقة يوانتونغ. يقع معبد شيونجو (معبد الخيزران) في الشمال الغربي على بعد حوالي 12 كم (7.5 ميل) من وسط المدينة، وبني في 639 وأعيد بناؤه في 1422-1428. تصطف العديد من المعابد البوذية على الطريق المؤدي إلى بوابة التنين (بالصينية: 龙门) في الجبال الغربية.

## التقسيمات الإدارية
لدى مدينة كونمينغ على مستوى المحافظة سلطة قضائية على 14 قسمًا فرعيًا؛ 7 مناطق ومدينة واحدة على مستوى المحافظة وثلاث مقاطعات وثلاث مقاطعات ذاتية الحكم.
يحد كونمينغ مدينة تشوجينغ إلى الشرق، مقاطعة هونغهي هاني ويي المتمتعة بالحكم الذاتي في الجنوب الشرقي ومدينة يوشى إلى الجنوب الغربي، محافظة تشوشيونغ يي ذاتية الحكم في الغرب، ومدينة تشاوتونغ إلى الشمال الشرقي. تقع كونمينغ أيضًا على حدود مدينة بانتشيهوا على مستوى محافظة وولاية ليانغشان ذاتية الحكم لقومية يي في مقاطعة سيتشوان.
تخطط كونمينغ لإضافة منطقتين جديدتين إلى مناطقها الحضرية الأربع الحالية (بانلونغ، ووهوا، وغواندو، وشيشان) خلال السنوات القليلة المقبلة.
| خريطة | خريطة              | خريطة                        | خريطة                     | خريطة         | خريطة          |
| --- | ------------------ | ---------------------------- | ------------------------- | ------------- | -------------- |
| ديان ووهوا بانلونغ غواندو شيشان دونغشوان تشينغونغ جينينغ مقاطعة فومين مقاطعة ييليانغ مقاطعة سونمينغ مقاطعة شيلين مقاطعة لوكوان مقاطعة خونديان أنينغ |                    |                              |                           |               |                |
| الاسم | الصينية المبسطة    | بينيين                       | تعداد السكان (إحصاء 2010) | المساحة (km2) | الكثافة (/km2) |
| المدينة |                    |                              |                           |               |                |
| مقاطعة شينغونغ | 呈贡区             | Chénggòng Qū                 | 310,843                   | 541           | 576            |
| مقاطعة بانلونغ | 盘龙区             | Pánlóng Qū                   | 809,881                   | 861           | 2,382          |
| مقاطعة ووهوا | 五华区             | Wǔhuá Qū                     | 855,521                   | 398           | 2,150          |
| مقاطعة غواندو | 官渡区             | Guāndù Qū                    | 853,371                   | 552           | 1,546          |
| مقاطعة شيشان | 西山区             | Xīshān Qū                    | 753,813                   | 791           | 953            |
| مدينة ضواحي |                    |                              |                           |               |                |
| مقاطعة جينينغ | 晋宁区             | Jìnníng Qū                   | 283,784                   | 1,391         | 204            |
| مقاطعة دونغسوان | 东川区             | Dōngchuān Qū                 | 271,917                   | 1,674         | 162            |
| مدينة أنينغ | 安宁市             | Ānníng Shì                   | 341,341                   | 1,313         | 260            |
| الريف |                    |                              |                           |               |                |
| مقاطعة فومين | 富民县             | Fùmín Xiàn                   | 145,554                   | 1,030         | 141            |
| مقاطعة ييليانغ | 宜良县             | Yíliáng Xiàn                 | 419,400                   | 1,880         | 223            |
| مقاطعة سونغمينغ | 嵩明县             | Sōngmíng Xiàn                | 287,095                   | 920           | 199            |
| مقاطعة شيلين يي ذاتية الحكم | 石林彝族自治县     | Shílín Yízú Zìzhìxiàn        | 246,220                   | 1,777         | 139            |
| مقاطعة لوكوان يي ومياو المتمتعة بالحكم الذاتي | 禄劝彝族苗族自治县 | Lùquàn Yízú Miáozú Zìzhìxiàn | 396,404                   | 4,378         | 90.5           |
| مقاطعة خونديان هوي ويي ذاتية الحكم | 寻甸回族彝族自治县 | Xúndiàn Huízú Yízú Zìzhìxiàn | 457,068                   | 3,966         | 115            |

## المجتمع والثقافة

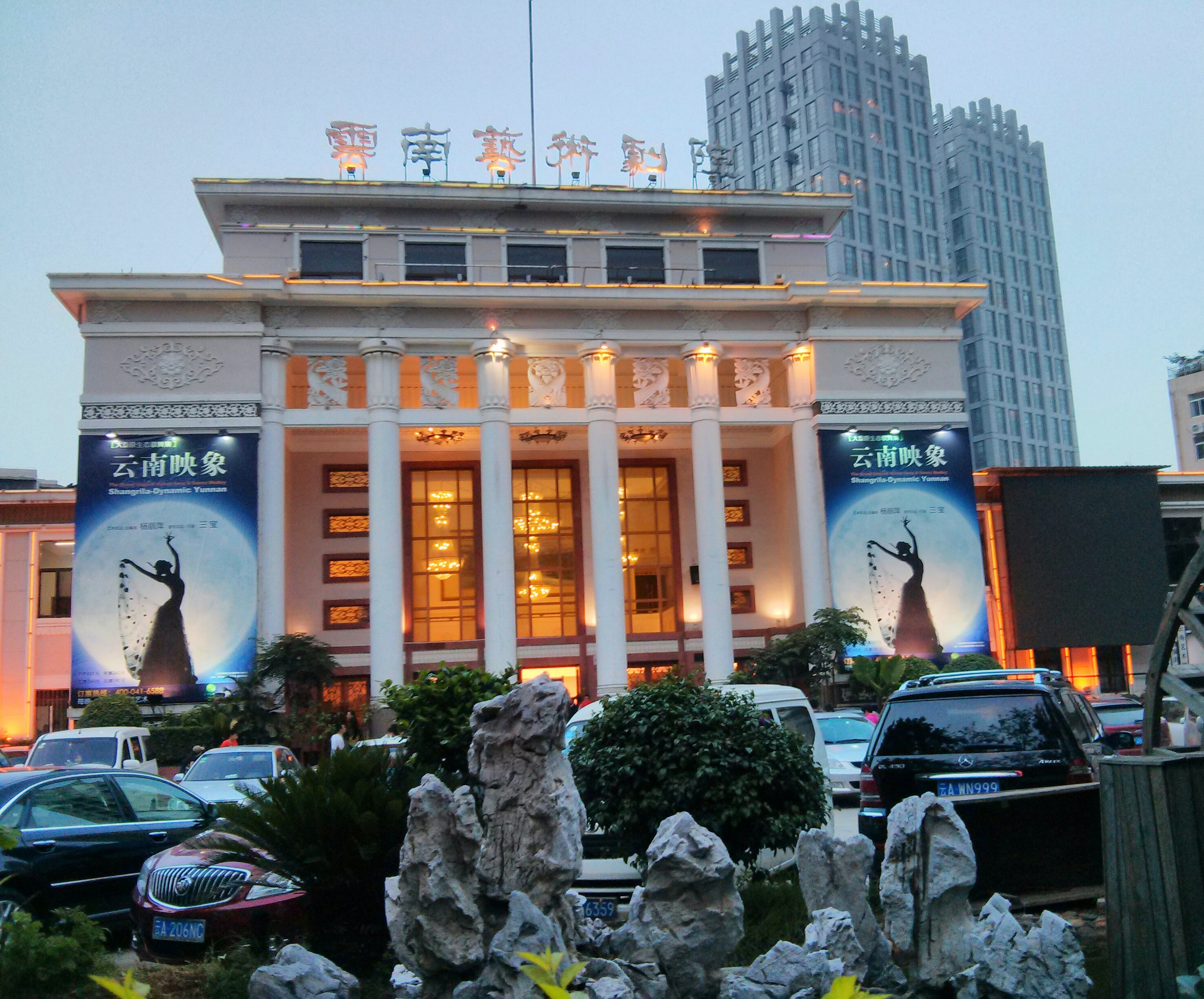
مسرح يونان للفنون

### التسلية والترفيه

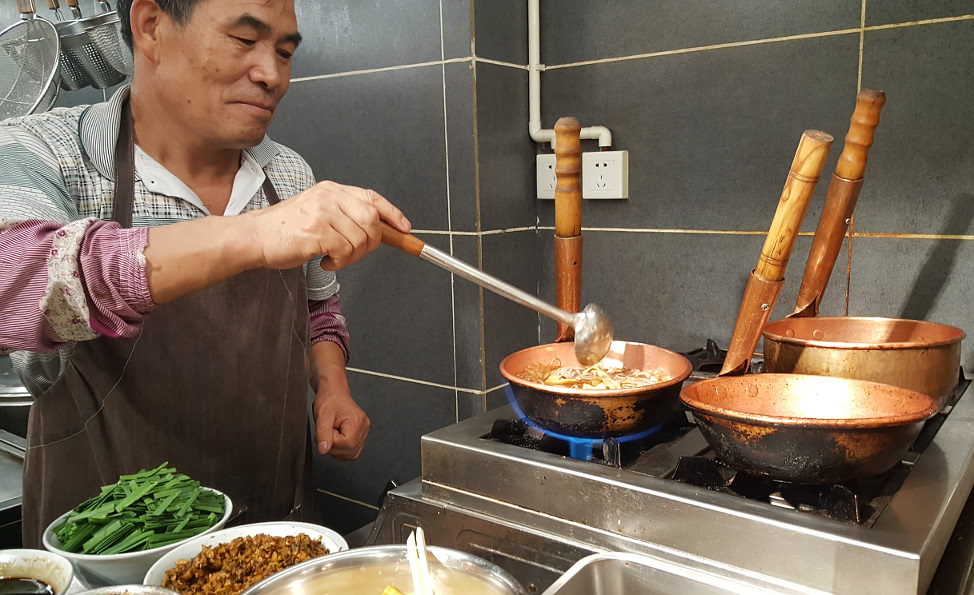
تُطهى نودلز أرز ميكسيان في أواني نحاسية على عناصر غاز في مطعم معكرونة في كونمينغ.

تتركز المنطقة الترفيهية داخل كونمينغ حول ساحة كوندو، بوجود العديد من دور السينما والحانات والنوادي والمطاعم. وبغض النظر عن الطعام، فإن إحدى سمات مطاعم يونان الأقل رسمية هي أنها غالبًا ما تحتوي على أنابيب مياه مصنوعة من الخيزران المشترك والتبغ لعملائها. هناك الكثير من الحانات والنوادي الطلابية. يوجد في المدينة العديد من فرق الأوبرا ووسائل الترفيه المحلية التي تشمل هوادينغ (أي: رقصة الفانوس). على الرغم من الافتقار إلى العروض الداخلية، غالبًا ما تكون هناك عروض غير رسمية في عطلة نهاية الأسبوع خارج قاعة العمال الثقافية وفي كويهو بارك. هناك عروض مماثلة في مسرح يونان للفنون في «دونغفينغ شي لو». تقع دار السينما الرئيسية في كونمينغ على الجانب الجنوبي من تقاطع دونغفينغ لو/شينغيي لو.

### اللغة
تشبه لهجة كونمينغ إلى حد بعيد لهجات سيتشوان وقويتشو ولكنها تستخدم النغمة الثالثة أقل بكثير من اللغة الصينية القياسية. يتم استخدام العديد من المصطلحات في لهجة كونمينغ فقط، مثل مصطلح (بالصينية: 板 扎) الذي يعني «رائع».
يختلف نطق بعض الأحرف الصينية اختلافًا كبيرًا عن لغة ماندراين الصينية. على سبيل المثال، يمكن نطق «(بالصينية: 鱼) والذي يعني «سمك» ك «(بالإنجليزية: يي)» «yi» في لهجة كونمينغ بدلاً من «يو» «(بالإنجليزية: yu)» في لغة الماندرين الصينية؛ سيتم نطق المصطلح «(بالصينية: 街) والذي يعني (شارع)» كـ«غاي» «(بالإنجليزية: gai)» بدلاً من «جيي» «(بالإنجليزية: jie)».
عندما يتحدث شخص ما لغة الماندرين الصينية بلهجة كونمينغ قوية، فسيتم تسمية لهجته «مابو» (بالصينية: 马普)، اختصارًا لماجيي (بالصينية: 马 街)، وهو مكان في كونمينغ بلغة ماندراين الصينية.

### السياحة

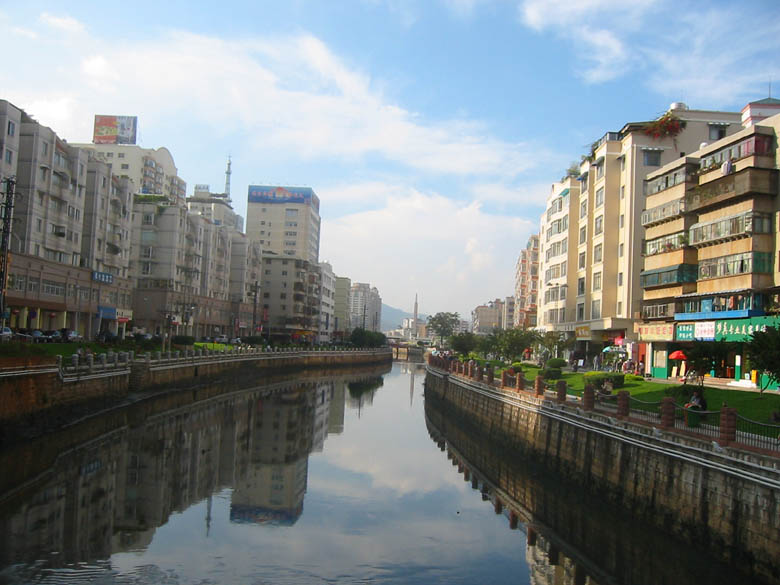
نهر بانلونغ

تجذب كونمينغ السياح المحليين والأجانب على مدار السنة. في وسط يونان وعاصمتها، كونمينغ هو أيضا محور النقل للسياح المتجهين إلى أجزاء أخرى من يونان مثل دالي، ليجيانغ وشانغريلا.
تشمل أماكن المؤتمرات والمعارض في كونمينغ مركز كونمينغ الدولي للمؤتمرات والمعارض وكذلك قاعة يونان للعلوم والتكنولوجيا.
تقع الحديقة الترفيهية مملكة الشعب الصغير والتي تضم فنانين يعانون من القزامة، وتقع أيضًا بالقرب من كونمينغ.
تشمل مناطق الجذب الشهيرة الأخرى غابة الأحجار وقرية يونان العرقية.

## الرياضات
يأتي العديد من الرياضيين الصينيين والدوليين إلى كونمينغ في كل عام للتدريب على ارتفاعات عالية. كانت المدينة قاعدة تدريب وطنية عالية الارتفاع في الصين لأكثر من 30 عامًا. هناك نوعان من مجمعات التدريب الرئيسية: مركز هونغتا الرياضي ومركز هايغنغ للتدريب الوطني.
تم بناء مركز هونغتا الرياضي في عام 2000 من قبل شركة السجائر هونغتا (راد باغودا) بتكلفة 58 مليون دولار أمريكي. يقع بالقرب من حديقة هايغنغ ويستخدم المجمع في الغالب من قبل الرياضيين المحترفين، ولكنه يعمل أيضًا كنادي رياضي لعامة الناس. في نهاية كل أسبوع، تستضيف مباريات كرة القدم للهواة. يوجد حوالي 10 ملاعب لكرة القدم، بما في ذلك واحد محاط بمضمار للجري، كما يوجد أيضا في هونغتا مسبح بطول 50 مترًا (160 قدمًا) وصالة للألعاب الرياضية لكرة الريشة وملاعب تنس وملعب لكرة السلة. كما أن لديها واحدة من حلبات هوكي الجليد القليلة في الصين، وغرفة للتمرين مع المطاحن وآلات رفع الأثقال. توجد أيضًا غرف ألعاب للهوكي الهوائي وطاولات البلياردو وصالة بولينغ في الطابق السفلي. يضم المجمع فندقًا ومطعمًا يضم 101 غرفة.
يقع مركز التدريب الوطني هايغنغ على بعد عشر دقائق من هونغتا على بحيرة ديان بالقرب من نادي لايكفيو للغولف الحائز على جائزة كونمينغ والحائز على جائزة العمارات الجديدة. يعود تاريخ هذا المجمع إلى أواخر سبعينيات القرن العشرين وقد بنته الحكومة خصيصًا للتخصص في التدريب على ارتفاعات عالية.

### الغولف
يعتبر الغولف عامل جذب رئيسي في كونمينغ. توجد 4 ملاعب غولف على بعد ساعة بالسيارة من وسط المدينة. على مدى السنوات الماضية، تم إختيار سبرينغ سيتي غولف أند لايك ريزورت في مقاطعة ييليانغ القريبة كأفضل ملعب غولف في الصين وهونغ كونغ وفقًا لـمجلة «يو إس غولف دايجست». تم اختياره في عام 2004 كأفضل منتجع للغولف في آسيا من قبل «آشيان غولف مانثلي». تستضيف جولة كونمينغ في جولة أوميغا الصين.
اجتذبت كونمينغ استثمارات أجنبية في تطوير ملاعب الغولف. «سبرينغ سيتي غولف ريزورت» هو مشروع بقيمة 600 مليون دولار أمريكي بدأ كاستثمار بقيادة مجموعة كيبل لاند السنغافورية في عام 1992. قام جاك نيكلاوس ومصمم الملاعب روبرت ترينت جونز جونيور بتصميم الدورتين.

### المنشآت الرياضية
تشمل المرافق الرياضية الرئيسية ما يلي:
- مركز كونمينغ تودونغ الرياضي، وهو مكان متعدد الأغراض
- الغولف: سبرينغ سيتي غولف أند لايك ريزورت، تم تصميم «ملعبه الجبلي» بواسطة جاك نيكلاوس
- فيلا ليك فيو غولف
- ملاعب تنس كويهو بارك
- مركز كونمينغ الرياضي البلدي
- صالة كونمينغ للألعاب الرياضية
- ملعب مقاطعة يونان، موطن نادي هونغتا يونان لكرة القدم
- ملعب منطقة ووهوا

## الاقتصاد

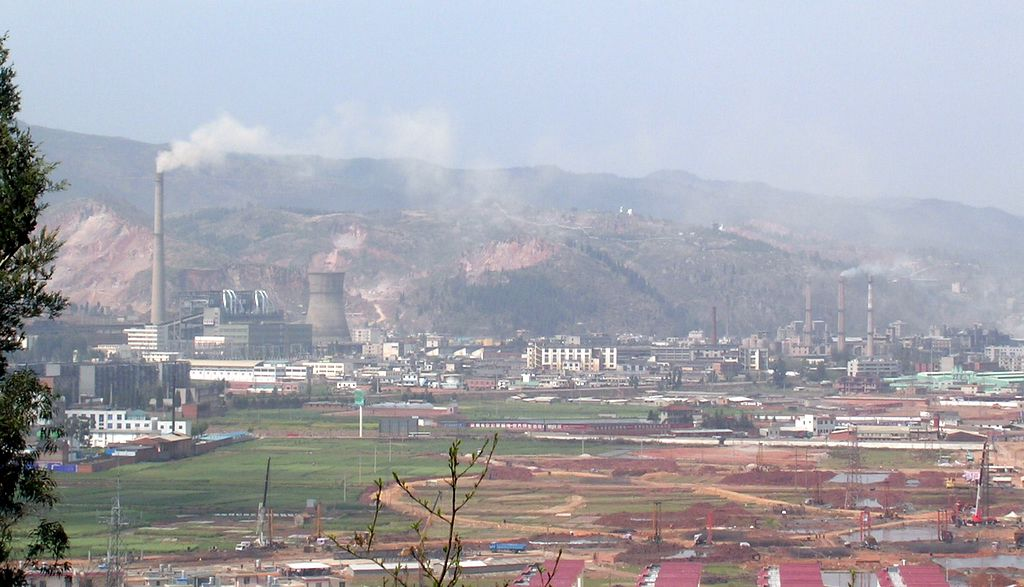
منطقة كونمينغ الصناعية على الساحل الغربي لبحيرة ديان

تتمتع كونمينغ بثلاث مزايا اقتصادية مقارنة بالمدن الأخرى في جنوب غرب الصين: موارد طبيعية مهمة، وسوق استهلاكي كبير، ومناخ معتدل. نظرًا لموقعها في وسط مقاطعة يونان، أحد أكبر منتجي الصين للمنتجات الزراعية والمعادن والطاقة الكهرمائية، فإن كونمينغ هي المحور التجاري الرئيسي لمعظم موارد المقاطعة.
الصناعات الرئيسية كونمينغ هي إنتاج النحاس، الرصاص والزنك. تم توسيع صناعة الحديد والصلب. تعتبر مناجم الملح والفوسفات حول كونمينغ بعضا من أكبر المناجم في الصين. يقع مقر شركة يونان للنحاس المحدودة في كونمينغ وهي واحدة من أكبر شركات التعدين في يونان. منذ أواخر السبعينيات، أصبحت الصناعات الرئيسية في كونمينغ تشمل أيضًا تصنيع الأغذية والتبغ وتصنيع معدات وآلات البناء.
وافق مجلس الدولة في مايو 1995 على جعل كونمينغ كمدينة مفتوحة. بنهاية عام 1995، وافقت المدينة على 929 شركة أجنبية للتمويل باستثمارات إجمالية قدرها 2.3 مليار دولار بما في ذلك 1.1 مليار دولار من رأس المال الأجنبي. بلغ استثمار أكثر من 40 مشروعًا أكثر من 9 ملايين دولار.
تعتبر كونمينغ مركز الهندسة وصناعة الآلات المكنية، الآلات الكهربائية، المعدات والسيارات (بما في ذلك مركبات البضائع الثقيلة). كما تحتوي على الصناعات الكيميائية، والمواد البلاستيكية، ومصانع الأسمنت والنسيج. تشمل معالجة النباتات المدابغ، النجارة وصناعة الورق المصانع واستخدام المنتجات الزراعية المحلية. في عام 1997، افتتحت شركة «يونان تاير» مصنعًا للإطارات في مدينة كونمينغ، بطاقة إنتاجية تبلغ مليوني إطار سنويًا.

### مناطق التنمية
يوجد في كونمينغ منطقتان رئيسيتان للتنمية، منطقة التنمية الصناعية عالية التقنية في كونمينغ (الطب البيولوجي، والمواد الجديدة، والمعلومات الإلكترونية، والإلكترون الضوئي، والزراعة) ومنطقة التنمية الاقتصادية والتكنولوجية في كونمينغ (إنتاج المعدات الميكانيكية، والعلوم البيولوجية وصناعة الأغذية، وصناعة المعلومات، والبرمجيات).

### المناطق الصناعية
هناك 30 منطقة صناعية رئيسية تم إصدارها والاعتراف بها من قبل اللجنة الوطنية للتنمية والإصلاح في مقاطعة يونان.
ويشمل أكبرها:
- حديقة شينغونغ الصناعية
- حديقة أنينغ الصناعية
- منطقة التنمية الصناعية سونمغنغ يانغلين
- حديقة دونغشوان الصناعية الخاصة
- حديقة خونديان الصناعية الخاصة
- حديقة كونمينغ هايكو الصناعية.

### الشركات
في عام 2008، كانت كونمينغ موطنا لـ 65 من أفضل 100 شركة في مقاطعة يونان. استندت أكبر 100 شركة إلى عائداتها لعام 2007. وتصدرت مجموعة هونغتشان القائمة عندما بلغت عائداتها حوالي 39.88 مليار رنمينبي في عام 2007. لا يزال قطاع التبغ أكبر قطاع في المقاطعة.

### صناعة الزهور
تطورت يونان لتصبح أكبر قاعدة لتصدير الزهور في آسيا، حيث قام العديد من الخبراء الهولنديين بنقل التكنولوجيا إلى المنطقة. يعد سوق دونان فلاور ماركت والواقع في ضواحي كونمينغ الأكبر في الصين حيث تبلغ مبيعاته اليومية 2.5 مليون يوان (300000 دولار أمريكي) من مليوني رذاذ من الزهور (في عام 2006). يتم تنظيم صناعة الزهور من قبل «جمعية زهور يونان» وهي الوكالة الحكومية الإقليمية.

### الخدمات اللوجستية
تعد محطة كونمينغ الشرقية في الوقت الحالي المستودع الوحيد لمعالجة الحاويات في مقاطعة يونان، ولها روابط مباشرة بثلاث مقاطعات فقط؛ قوانغدونغ وقويتشو وسيتشوان. كما أن لديها إمكانية الوصول المباشر إلى منطقة تشونغتشينغ الحضرية.
يرتبط مستودع جيايينغ بالنظام الجديد للطرق السريعة الذي يربط يونان بالأسواق ذات الأهمية المتزايدة في جنوب شرق آسيا، مما يسهل الصادرات الصينية الرخيصة إلى المنطقة ويمنح الصين التي تفتقر إلى الموارد وصولًا أكبر إلى موارد المواد الخام الهائلة في المنطقة. وبذلك أصبحت يونان منطقة ذات أهمية متزايدة في الخدمات اللوجستية للسكك الحديدية في جنوب غرب الصين من حيث الخدمات اللوجستية الوطنية والدولية.

## الطاقة الشمسية

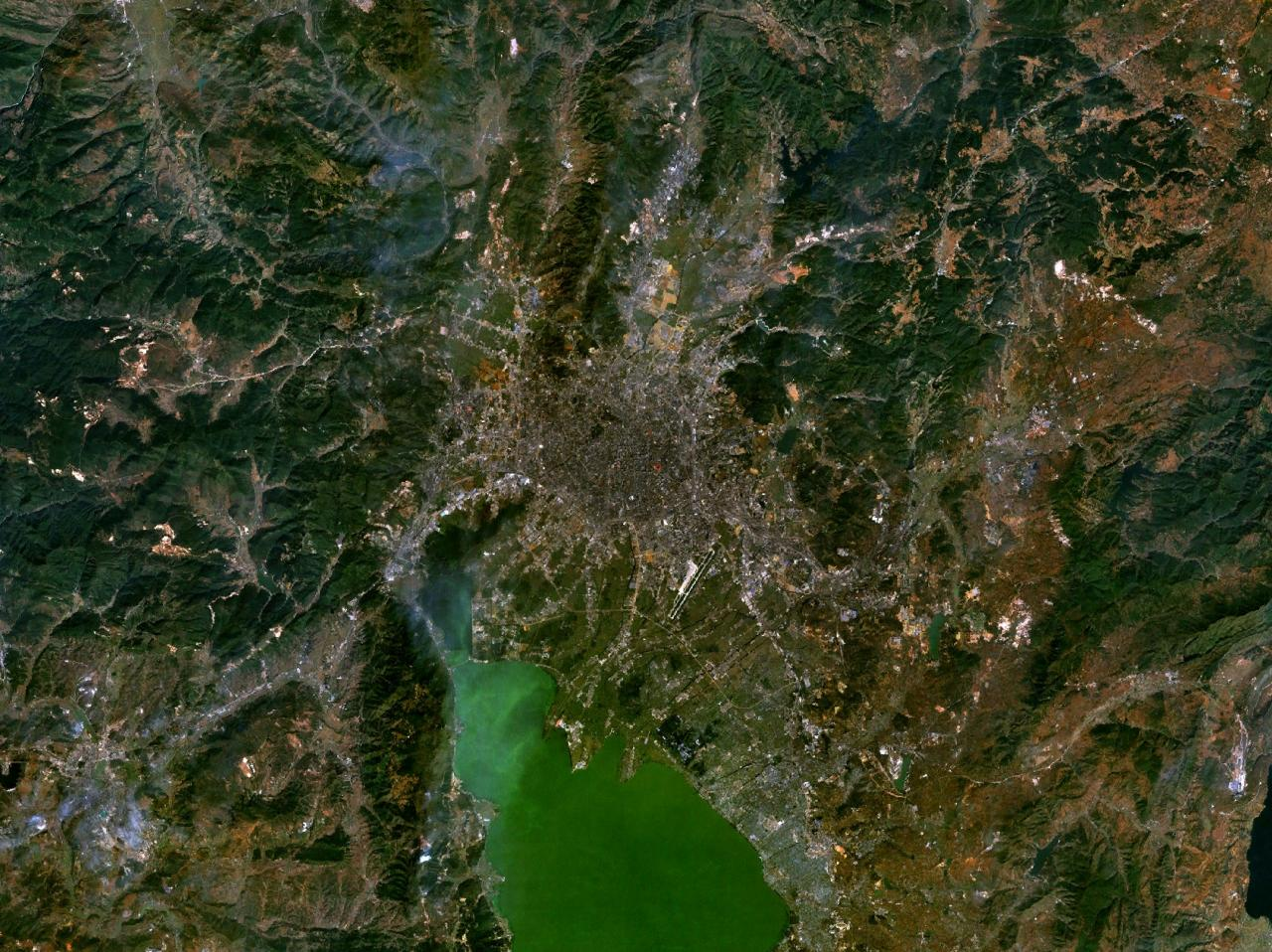
صورة قمر صناعي لكونمينغ، الواقعة على الشاطئ الشمالي لبحيرة ديان

في يوليو 2008، بدأت كونمينغ في تنفيذ برنامج لتحويل صناعة الطاقة الشمسية بالمدينة إلى قاعدة صناعية في الصين بقيمة 8.8 مليار دولار أمريكي بحلول عام 2013. تتلقى كونمينغ متوسط سطوع الشمس السنوي لأكثر من 2400 ساعة. يتمتع كل نظام من أنظمة الطاقة الكهروضوئية بقدرة 1 كيلوواط بإمكانية توليد 1500 كيلوواط/ساعة من الكهرباء سنويًا من الطاقة الشمسية.
أدرجت لجنة كونمينغ الاقتصادية في عام 2007 حوالي 130 شركة للطاقة الشمسية في المدينة. من بين هذه الشركات، تنتج 118 شركة مصابيح شمسية وسخانات مياه تعمل بالطاقة الشمسية، بإجمالي قيمة إنتاجية مجتمعة تبلغ حوالي 43.8 مليون دولار أمريكي، وتعمل 10 شركات في تصنيع الخلايا الكهروضوئية الشمسية، بقيمة إنتاج إجمالية تبلغ حوالي 51.2 مليون دولار أمريكي.
أعلنت شركة سانتاغ باور في ديسمبر 2008 أنها تقوم ببناء مشروع للطاقة الشمسية بالاشتراك مع «يونان بروفانشيال باور إنفاستمنت» ومستثمرين آخرين. بدأت المرحلة الأولى من محطة الطاقة الشمسية في شيلين بقدرة 66 ميغاوات في توليد الطاقة في 28 ديسمبر 2009. وكان من المقرر أصلاً أن تبدأ المرحلة الأولية من مشروع 66 ميغاوات في الإنتاج في النصف الأول من عام 2010 في حين أن المرحلة الثانية 20 ميغاوات والمرحلة الثالثة 36 ميغاوات قيد الإنشاء.

## المواصلات

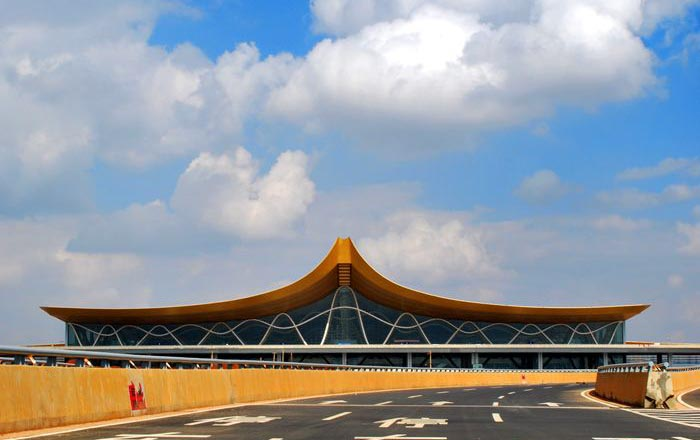
مطار كونمينغ جانغشوي الدولي

تقع مدينة كونمينغ على هضبة يونان–قويتشو. يعتبر كل من السكك الحديدية والجو الطريقتين الرئيسيتين للسفر من وإلى كونمينغ من خارج يونان.

### النقل الجوي
لدى كونمينغ اتصالات جوية مع العديد من المدن الصينية ومدن جنوب شرق آسيا. يخدم مطار كونمينغ جانغشوي الدولي (KMG) كونمينغ، والذي تم افتتاحه في يونيو 2012، ليحل محل المطار الدولي الأقدم مطار كونمينغ وجيابا الدولي، والذي كان يقع على بعد 4-5 كم (2.5-3.1 ميل) جنوب شرق وسط مدينة كونمينغ.
كان المقر الرئيسي لشركة الطيران المتوقفة عن العمل خطوط يونان الصينية الجوية في كونمينغ حتى استحوذت عليها شركة طيران خطوط شرق الصين الجوية. اعتادت شركة طيران خطوط جنوب غرب الصين الجوية تشغيل مسارات من وإلى كونمينغ، حتى تم دمجها مع طيران الصين.
شركة الطيران خطوط لاكي الجوية هي شركة طيران منخفضة التكلفة مقرها في كونمينغ وتدير خدمات مجدولة من دالي إلى كونمينغ وشيشوانغبانا، وتخطط للتوسع في مناطق أخرى من الصين.
تعد أطول رحلة طيران بدون توقف من كونمينغ إلى مطار باريس شارل ديغول، فرنسا، وتنظمها شركة طيران خطوط شرق الصين الجوية منذ 18 ديسمبر 2014.

### الطرق السريعة

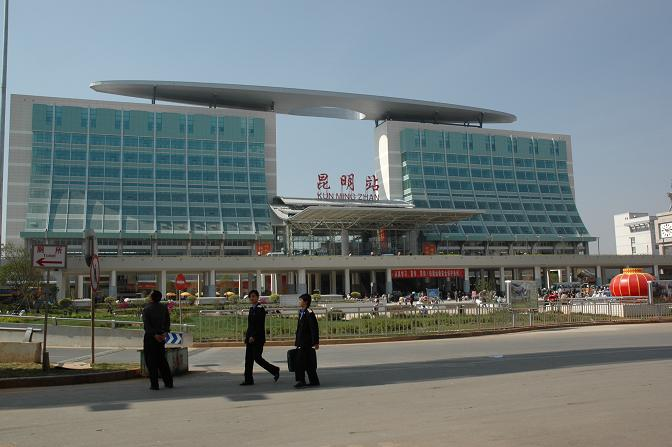
محطة السكك الحديدية الرئيسية في كونمينغ

تتقاطع الطرق السريعة الوطنية الصينية 108 و 213 و 320 في كونمينغ. تربط الطرق السريعة بين كونمينغ وتايلاند، فيتنام ولاوس، وتوفر وصول مقاطعة يونان إلى الموانئ في جنوب شرق آسيا.

#### السكك الحديدية
كونمينغ هي المحور الرئيسي للسكك الحديدية في مقاطعة يونان. تتلاقى في كونمنغ من شمال وشمال شرق وشرق البلاد كل من سكة حديد تشنغدو - كونمينغ من سيتشوان وسكة حديد شنغهاي - كونمينغ من قويتشو، وسكة حديد ناننينغ - كونمينغ من قوانغشي. تمتد سكة حديد يونان- فيتنام من مدينة كونمينغ هيكو ولاو كاي جنوبا على الحدود الصينية الفيتنامية، ومن ثم إلى هايفونغ. تمتد سكة حديد كونمينغ-يوشى جنوبا إلى يوشى، حيث يجري التخطيط وبناء خط سكك حديدية ثاني لفيتنام. إلى الغرب من كونمينغ، تمتد سكة حديد غوانغتونغ - دالي من خط تشنغدو-كونمينغ إلى دالي (مدينة شياغوان).
يوجد في كونمينغ ثلاث محطات رئيسية للسكك الحديدية:
- تقع محطة سكة حديد كونمينغ في الطرف الجنوبي من بكين شي لو. مقارنة بمحطة السكك الحديدية الأخرى (محطة سكة حديد الشمال)، تخدم محطة سكة حديد كونمينغ معظم القطارات «التقليدية» (وليس عالية السرعة) إلى أماكن إلى مقاطعات أخرى في الصين. تنطلق القطارات شمالًا إلى تشنغدو، والجنوب الشرقي عبر شينغيي إلى بايس وناننينغ في قوانتشي، والشرق عبر غويتشو ، عبر ليوبانشيو، أنشون، وغوييانغ إلى بقية البلاد.
- تم افتتاح محطة سكة حديد كونمينغ الجنوبية في نهاية عام 2016، وتقع في منطقة تشينغونغ، على بعد أميال عديدة إلى الجنوب الشرقي من وسط المدينة التاريخي. إنها المحطة الغربية لخط سكة حديد شنغهاي - كونمينغ فائق السرعة وخط سكة حديد غوانزو - ناننينغ - كونمينغ فائق السرعة، ولديها خدمة عالية السرعة إلى وجهات على طول هذه الخطوط وأماكن أخرى على شبكة عالية السرعة في البلاد.
- تقع محطة سكة حديد كونمينغ الشمالية (التي تخدمها الحافلة رقم 23) على تراث 1000 مم (3 أقدام 3+3⁄8 في) مقياس متري لخط سكك حديد كونمينغ - هايفونغ. والذي يمتد إلى محافظة هيكو وفيتنام. تم تحويل معظم المحطة إلى متحف. بسبب تدهور خط السكة الحديد، تم إلغاء خدمة المقياس الضيق للمسافات الطويلة؛ ومع ذلك، في عام 2012، لا تزال بعض خدمات القياس الضيق المحلية تعمل في محطة كونمينغ الشمالية للسكك الحديدية، ولا سيما قطاران يوميان إلى محطة «شيزوي» (بالصينية: 石咀) في الضواحي الغربية لكونمينغ، وإلى «وانغجياينغ» (بالصينية: 王家 营) شرق المدينة.[63]

استمرت مشاريع تطوير السكك الحديدية في منطقة كونمينغ الحضرية. أعلنت سلطات السكك الحديدية في فبراير 2017 أنه سيتم افتتاح موصل بين محطة سكة حديد كونمينغ الجنوبية الجديدة ومحطة سكة حديد كونمينغ القديمة (المعروفة أيضًا باسم محطة نانياو؛ (بالصينية: 南窑火车站)) بحلول نهاية عام 2017، مما سيسمح بإمكانية بعض القطارات فائقة السرعة لخدمة محطة سكة حديد كونمينغ أيضًا.

#### خطة السكك الحديدية الحضرية

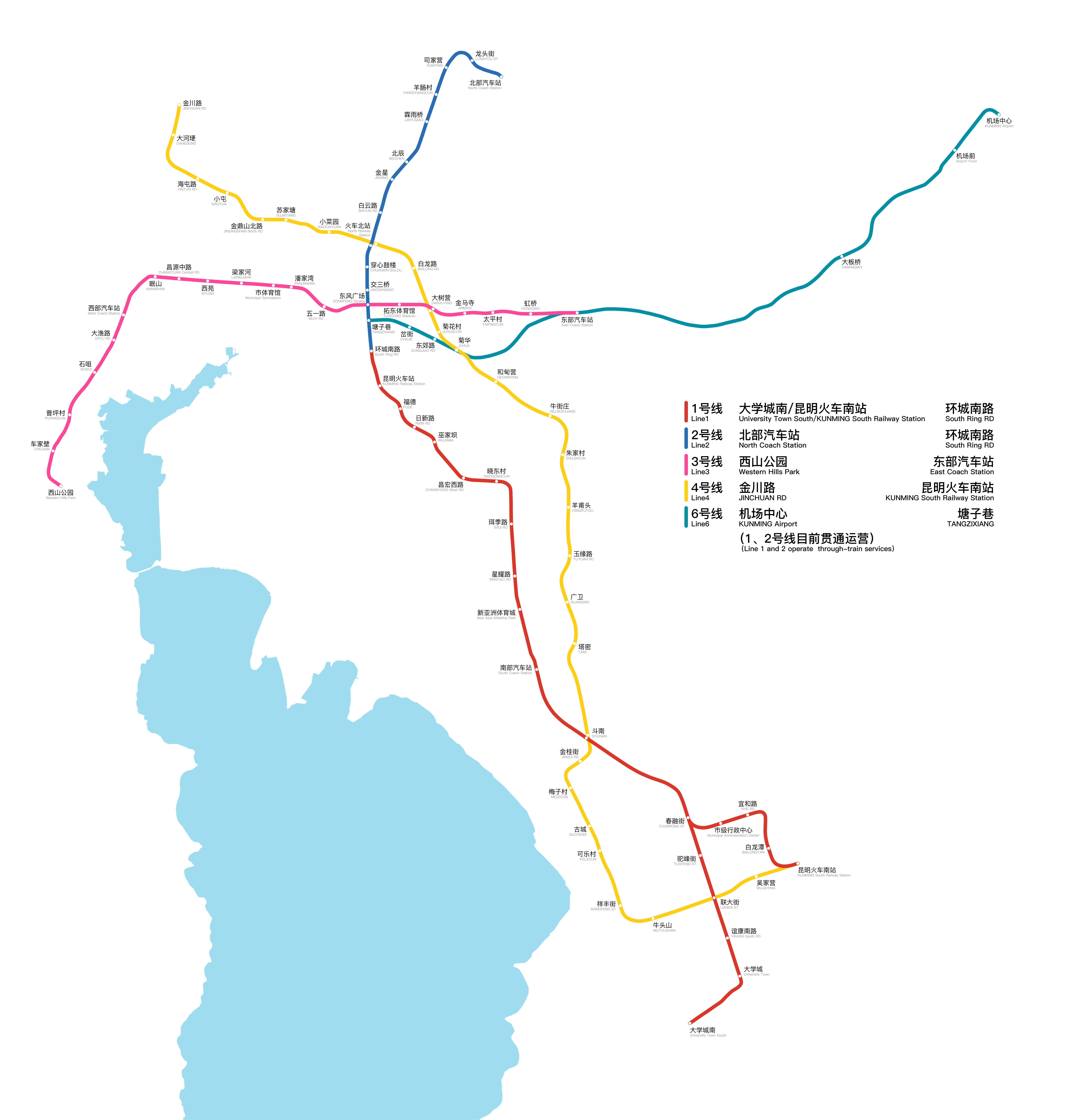
بدأ تشغيل مترو كونمينغ في عام 2014

بدأت كونمينغ في مايو 2010 في بناء أول خطوط سكة حديد حضرية، خط 1 و 2 لمترو كونمينغ. كان قسم اختبار مرتفع قيد الإنشاء منذ عام 2009. وافتتحت أجزاء من الخطين 1 و 2 في أبريل 2014. بدأ البناء على الخط 3 في أغسطس 2010 واكتملت المرحلة الأولى في 2018. يتكون النظام بأكمله من 6 خطوط وتغطي ما مجموعه 162 كيلومترا (101 ميلا) واكتمل بناؤها في عام 2018.

#### خطة السكك الحديدية عالية السرعة
ستكون كونمينغ المحور والمحطة النهائية ل«شبكة عموم آسيا عالية السرعة» باستخدام قطارات عالية السرعة لربط الصين وكمبوديا ولاوس وميانمار وتايلاند وماليزيا وسنغافورة.
سكك حديدية عالية السرعة مكتملة ولكنها قيد التجربة:
1. خط سكة حديد شنغهاي - كونمينغ عالية السرعة: اكتمل البناء في 16 يونيو 2016. يمر عبر 6 مدن عواصم إقليمية: شنغهاي، هانغتشو، نانتشانغ، تشانغشا، قوييانغ وكونمينغ. الطول الإجمالي هو 2,266 كيلومتر (1408 ميل). كما هو متوقع، سيستغرق الأمر 3 ساعات من شنغهاي إلى نانتشانغ، و 2.5 ساعة من هانغتشو إلى نانتشانغ، و 4 ساعات من كونمينغ إلى تشانغشا، و 8 ساعات من كونمينغ إلى هانغتشو و 9 ساعات من شنغهاي إلى كونمينغ. ومن المتوقع أن يبدأ تشغيله في 30 ديسمبر 2016.

يجري العمل على إنشاء خطوط السكك الحديدية عالية السرعة التالية:
1. خط سكة حديد شنغهاي - كونمينغ عالية السرعة: ستكون السرعة 350 كم / ساعة (220 ميلاً في الساعة).
2. كونمينغ - ناننينغ: ستكون السرعة 200 كم / ساعة (120 ميلاً في الساعة). قد يتم تحسين السرعة لاحقًا إلى 250 كم/ساعة (160 ميل/ساعة) أو 156 ميل/ساعة.
3. كونمينغ - فيتنام: عبر محافظة هونغخه.
4. خط سكة حديد كونمينغ - سنغافورة: عبر لاوس، تايلاند، وماليزيا.

يتم إجراء الدراسة أو التخطيط للسكك الحديدية التالية:
1. كونمينغ - تشنغدو: ستكون السرعة 250 كم/ساعة (160 ميلاً في الساعة).
2. كونمينغ - تشونغتشينغ. ستكون السرعة 350 كم/ساعة (220 ميلاً في الساعة).
3. ستربط السكك الحديدية بين المدن ثلاث مدن مجاورة: تشوجينغ ومدينة تشوشيونغ ويوشى. سيتم بعد ذلك تمديد الخط إلى مدينة تشوشيونغ إلى دالي ستكون السرعة 250 كم/ساعة (160 ميلاً في الساعة).
4. كونمينغ إلى كلكاتا، الهند عبر ميانمار

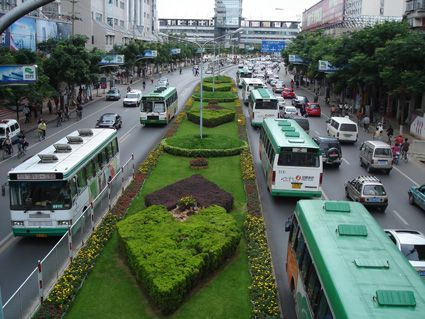
زحام كونمينغ

5. كونمينغ إلى تشاوبيو، ميانمار.[67]

### الطرق والعبور

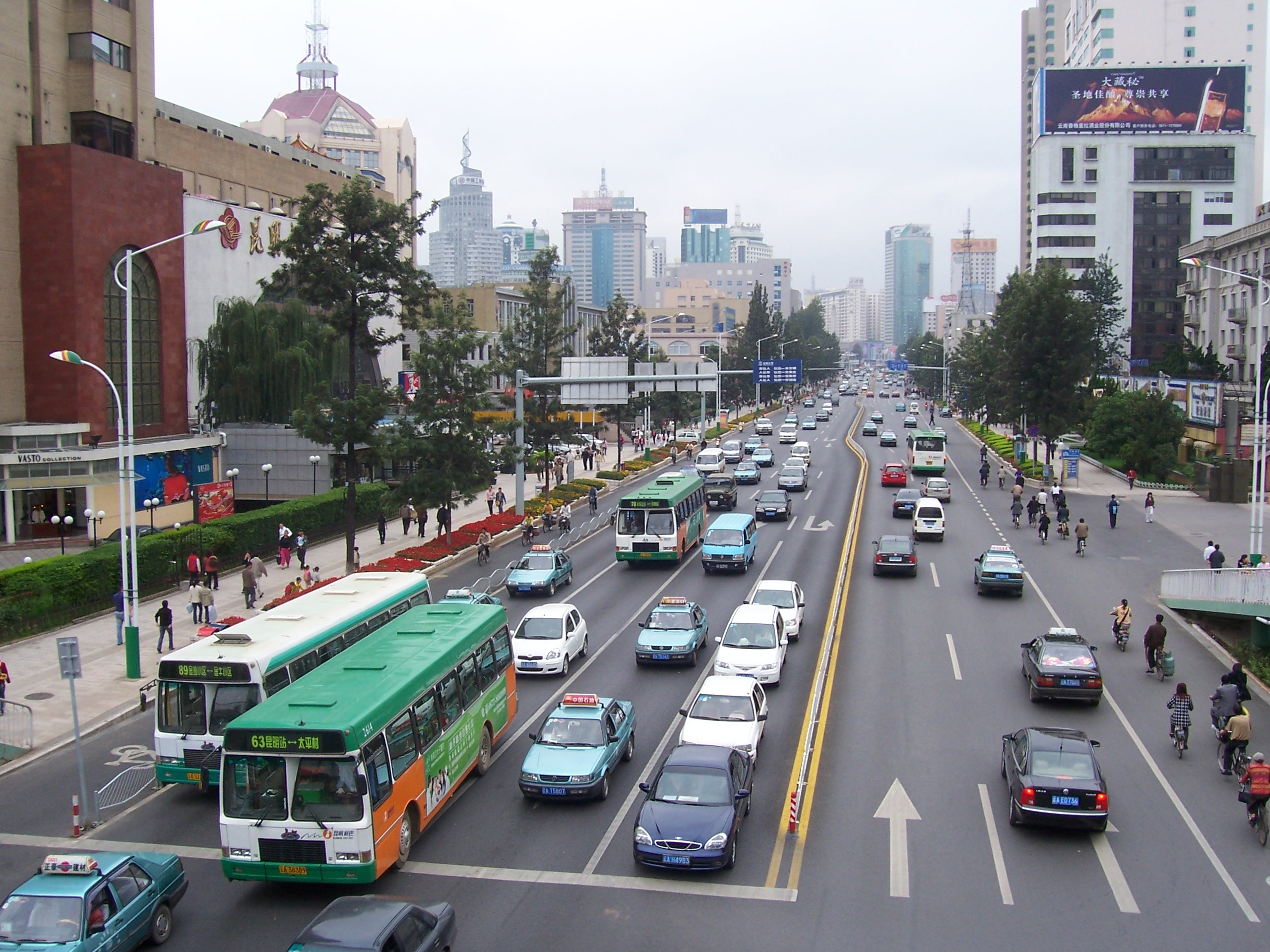
طريق دونغفنغ، أحد الشرايين الرئيسية في كونمينغ.

قامت يونان ببناء نظام طرق سريع شامل مع طرق تصل تقريبًا إلى جميع المدن أو البلدات الرئيسية في المنطقة. كما ينتشر السفر بالحافلات عبر المنطقة. تتجه الحافلات من كونمينغ إلى وجهات مثل دالي وليجيانغ عدة مرات في اليوم.
توجد أربع محطات حافلات كبيرة للمسافات الطويلة في كونمينغ مع محطة الحافلات الجنوبية ومحطة حافلات سكة حديد سكوير كونها الأكثر أهمية.
• محطة الحافلات الجنوبية فيوواجهة محطة كونمينغ للسكك الحديدية في بكين جي لو، حيث تغادر حافلات قياسية وسريعة ونائمة لجميع أنحاء يونان والمقاطعات المجاورة.
• تعد محطة حافلات رايلواي سكوير وتغادر معظم الحافلات من المحطة خاصة. عادة لا تتوفر جداول زمنية ثابتة وستغادر الحافلات عندما تكون ممتلئة. هناك خدمات قياسية ونائمة إلى دالي وجينغهونغ وأماكن أخرى في يونان.
مغادرة الصين عن طريق البر إلى فيتنام ولاوس من الممكن أيضا من خلال المعابر منها في هيكو في جنوب شرق مقاطعة يونان أو بيان ماو تشان في شيشوانغباننا.
في طريق كونمينغ - بانكوك السريع هو أول طريق سريع من الصين إلى بانكوك عبر لاوس. يبدأ طريق كونمينغ - بانكوك السريع الذي يبلغ طوله 1800 كم (1100 ميل) في كونمينغ متجهًا إلى بان هويكساي في لاوس؛ ثم يعبر نهر ميكونغ إلى شيانغكونغ في تايلاند ويصل في النهاية إلى بانكوك.
في المؤتمر الوزاري الرابع عشر لمنطقة ميكونغ الكبرى دون الإقليمية في يوليو 2007، وقعت الصين ولاوس وتايلاند اتفاقية لبناء جسر جديد فوق نهر ميكونغ لربط شيانغكونغ في تايلاند وبان هويكساي في لاوس بطريق كونمينغ - بانكوك السريع. سيساعد استكمال الجسر الجديد فوق نهر ميكونغ على ربط المقاطعات الجنوبية الشرقية للصين ببانكوك. مع استثمارات رأسمالية من كل من الصين وتايلاند ، انتهى بناء الجسر في عام 2011 وسيكون آخر رابط في نظام الطرق السريعة الذي يمر عبر منطقة نهر ميكونغ.

#### العبور المحلي
تعتبر الحافلات العامة وسيارات الأجرة وسيلتي النقل الرئيسيتين داخل المدينة. وتم بناء نظام مترو جديد (مترو كونمينغ).
ما يقرب من مائتي خط للحافلات العامة تتقاطع في وسط المدينة، وتغطي المحافظة بأكملها.
يعد ركوب الدراجات أمرًا شائعًا، وتوفر العديد من الفنادق حول محطة سكة حديد كونمينغ خدمات تأجير الدراجات.
وإدراكًا منها لقضايا المرور المتزايدة، تقوم المدينة حاليًا بتجديد مركز مدينة صديق للمشاة.

#### كونمينغ الوسطى
وتوقف المدينة قبالة طريقين رئيسيين : بكين لو يشكل محور بين الشمال والجنوب، ويمر إلى الشرق من مركز وتشغيله لمدة 5 كم (3.1 ميل) بين محطات القطارات اثنين في المدينة. بينما يعبرها دونغفينغ لو في منتصف الطريق، مقسمة إلى أقسام الشرق (دونغفينغ دونغ لو) والوسط (دونغفينغ جونغ لو) والغرب (دونغفينغ شي لو) لأنها تخترق مركز الأعمال. النهاية البعيدة خارج المدينة مثل رينمين شي لو، المحطة الأولى من طريق بورما. تقع معظم الفنادق والقنصليات الأجنبية الشهيرة في المدينة على طول دونغفينغ دونغ لو والنصف الجنوبي من بكين لو، في حين أن غالبية المعالم المحددة ومنطقة التسوق تقع شمال وغرب المركز حول دونغفينغ شي لو وحديقة تشيهو (حديقة غرين لايك). يدور معظم هذا هو أول طريق دائري سريع في المدينة يسمى هوانتشنغ لو، على الرغم من التخطيط لطرق أخرى.

## التعليم والبحث
لا تزال كونمينغ مركزًا تعليميًا وثقافيًا رئيسيًا في المنطقة الجنوبية الغربية من الصين، لوجود عديد الجامعات والكليات الطبية ومدارس تدريب المعلمين والمدارس الفنية ومعاهد البحث العلمي.

### الكليات والجامعات
- جامعة كونمينغ الطبية
- كلية كونمينغ ميتالورجيا
- جامعة كونمينغ
- جامعة يونان الزراعية
- جامعة يونان للفنون
- جامعة يونان العادية
- كلية إدارة الأعمال بجامعة يونان العادية
- جامعة يونان (1922)
- جامعة يونان للتمويل والاقتصاد
- جامعة يونان للقوميات
- جامعة يونان للطب الصيني التقليدي

#### جامعة يونان
جامعة يونان (بالصينية: 云南 大学) الواقعة في كونمينغ، هي واحدة من أكبر الجامعات وأكثرها شهرة في الصين وهي الجامعة الوحيدة في مقاطعة يونان التي تم تطويرها لتصبح «جامعة وطنية رئيسية». تأسست عام 1922 تحت اسم «جامعة الأرض الشرقية». تم تغيير اسمها ست مرات في وقت لاحق. يوجد بالمؤسسة 17 مدرسة في الحرم الجامعي المحلي و 3 مدارس مستقلة تقع في مدن أخرى. وتمتلك أكبر وأفضل كلية للحقوق في مقاطعة يونان.

#### جامعة يونان العادية
تأسست جامعة يونان العادية (بالصينية: 云南 师范大学) في عام 1938 باسم الكلية الوطنية للمعلمين في جامعة ساوث وسترن يونيون. غيرت اسمها إلى كلية كونمينغ العادية الوطنية في عام 1946 عندما عادت بعض الكليات إلى شمال الصين. وتمتلك الآن 6 حرم جامعي في كونمينغ نفسها ومدن أخرى. مع 22 مدرسة، بها حوالي 33,000 طالب جامعي.

#### جامعة كونمينغ للعلوم والتكنولوجيا
تأسست جامعة كونمينغ للعلوم والتكنولوجيا (بالصينية: 昆明 理工 大学) في عام 1954 وتم منحها رتبة «جامعة رئيسية» في عام 2010. لديها 3 فروع في كونمينغ تضم 24 مدرسة وكان بها 27000 طالب جامعي في عام 2017.

#### جامعة يونان للقوميات
تأسست جامعة يونان للقوميات في عام 1951 باسم «كلية يونان للقوميات». وهي الآن واحدة من ست جامعات «رئيسية» في المقاطعة. وأقامت علاقات تعاون مع 26 جامعة أجنبية بما في ذلك جامعة برغن في النرويج وجامعة لا تروب في أستراليا وجامعة فرجينيا في الولايات المتحدة. يوجد بالجامعة متحف القوميات الذي يحتوي على أكثر من 20,000 معروض نادر. يوجد أكثر من 23,000 طالب جامعي في الحرم الجامعي.

#### أكاديمية هوايانغ
أكاديمية هوايانغ هي مركز تدريب متخصص في اللغة الصينية يعتبر فريدًا من نوعه لتقديم تدريب لهجة كونمينغ بالإضافة إلى لغة الماندرين القياسية. منطقتها هي مركز شعبي للثقافة الغربية في كونمينغ، وتجذب العديد من الشركات المملوكة للأجانب.

### التدريب على الإدارة
أطلقت كلية إدارة الأعمال الدولية الصين وأوروبا ومقرها شنغهاي في عام 2009 برنامج شهادة تطوير الأعمال في كونمينغ. تهدف الكلية وشريك البرنامج مدرسة فرانكفورت للتمويل والإدارة من خلال برنامج شهادة تطوير الأعمال إلى تدريب ما يقرب من 500 مدير صيني في السنوات الأربع القادمة، مع بدء المرحلة الأولى من البرنامج في عام 2008 في خفي، عاصمة مقاطعة آنهوي. كانت كونمينغ وهاربن محور توسعة البرنامج في عام 2009. البرنامج جزء من مشروع مظلة تبلغ تكلفته مليوني يورو ممول من الاتحاد الأوروبي، والذي يتضمن أيضًا برنامجًا آخر يوفر منحًا دراسية لدرجة ماجستير إدارة الأعمال الطلاب من المناطق الأقل نموا في الصين.

### معاهد البحوث
- معهد أبحاث الطاقة الشمسية بجامعة يونان العادية
- معهد كونمينغ البلدي للتخطيط والتصميم

### الأكاديمية الصينية للعلوم
تأسس فرع كونمينغ التابع للأكاديمية الصينية للعلوم في عام 1957. وكان يُعرف سابقًا باسم مكتب كونمينغ التابع للأكاديمية الصينية للعلوم وتمت ترقيته وإعادة تسميته إلى فرع في عام 1958. تم دمج فرع يونان مع فرع سيتشوان وفرع قويتشو في عام 1962 لإنشاء فرع جنوب غرب الصين للأكاديمية الصينية للعلوم في مدينة تشنغدو. أعيد إنشاء فرع كونمينغ بموافقة مجلس الدولة في أكتوبر 1978.
يدير فرع كونمينغ الآن خمسة معاهد بحثية كقسم عامل في الأكاديمية الصينية للعلوم، وهي:
- معهد كونمينغ لعلم النبات، الأكاديمية الصينية للعلوم
- معهد كونمينغ للبيولوجيا الطبية، الأكاديمية الصينية للعلوم
- معهد كونمينغ لعلم الحيوان، الأكاديمية الصينية للعلوم
- مركز أبحاث كونمينغ الرئيسيات، الأكاديمية الصينية للعلوم
- حدائق شيشوانغبانا الاستوائية النباتية في مينغلون، مقاطعة مينغلا، محافظة شيشوانغبانا داي ذاتية الحكم، أقصى جنوب يونان.

بلغ عدد الموظفين الإجمالي 1160 موظفًا، منهم 808 باحث محترف، وسبعة أكاديميين و 343 من كبار الباحثين. كما يوجد 447 طالب دكتوراه و 530 طالب ماجستير. عدد الموظفين المتقاعدين 1090. أنشأ الفرع ثلاثة مختبرات مفتوحة رئيسية وطنية، ومختبرين مفتوحين رئيسيين للأكاديمية الصينية للعلوم، وخمسة مختبرات رئيسية أنشأتها الأكاديمية الصينية للعلوم والمقاطعة المحلية، وثلاثة مراكز هندسية، وخمسة مواقع للدكتوراه، وخمس محطات ما بعد الدكتوراه، ومعشبات نباتية مشهورة وطنية وقاعات لعينات الحياة البرية ولديه سلسلة من أدوات وأجهزة البحث الحديثة وشبكات الكمبيوتر وأنظمة معلومات التنوع البيولوجي. أصبح الفرع قاعدة بحثية علمية شاملة متقدمة في علم الفلك والجيولوجيا وعلم الأحياء.

### المكتبات
- مكتبة مقاطعة يونان

## المدن التوأم
تحتفظ كونمينغ حاليًا باتفاقيات مدينة شقيقة مع المدن الأجنبية التالية:
| المدينة     | المنطقة                  | الدولة           | التاريخ    |
| ----------- | ------------------------ | ---------------- | ---------- |
| فوجيساوا    | كاناغاوا                 | اليابان          | 1981-01-15 |
| زيورخ       | زيورخ                    | سويسرا           | 1982-02-17 |
| شفشاون      | طنجة تطوان الحسيمة       | المغرب           | 1985-05-14 |
| دنفر        | كولورادو                 | الولايات المتحدة | 1986-05-15 |
| واغا واغا   | نيوساوث ويلز             | أستراليا         | 1988-08-14 |
| كوتشابامبا  | كوتشابامبا               | بوليفيا          | 1997-09-25 |
| تشيانغ مي   | تشيانغ مي                | تايلاند          | 1999-06-07 |
| ماندالاي    | ماندالاي                 | ميانمار          | 2001-05-10 |
| نيو بلايموث | تاراناكي                 | نيوزيلندا        | 2003-08-11 |
| شيتاغونغ    | شيتاغونغ                 | بنغلاديش         | 2005-08-18 |
| يوفاسكولا   | فنلندا الوسطى            | فنلندا           | 2008-09-18 |
| يانغون      | يانغون                   | ميانمار          | 2008-12-01 |
| بنوم بنه    | –                        | كمبوديا          | 2011-06-08 |
| بولوناروا   | المحافظة الشمالية الوسطى | سريلانكا         | 2011-07-27 |
| فيينتيان    | فيينتيان                 | لاوس             | 2011-10-17 |
| كوتشينغ     | سراوق                    | ماليزيا          | 2012-04-19 |
| أنطاليا     | أنطاليا                  | تركيا            | 2013-05-10 |
| بوخارا      | مقاطعة غانداكي           | نيبال            | 2013-07-08 |
| كلكتا       | البنغال الغربية          | الهند            | 2013-10-23 |
| سكنيكتادي   | نيويورك                  | الولايات المتحدة | 2014-03-25 |
| دا نانغ     | –                        | فيتنام           | 2015-02-06 |
| غراس        | الألب البحرية            | فرنسا            | 2016-03-27 |
| أولوموتس    | أولوموتس                 | جمهورية التشيك   | 2017-09-11 |

## صحة
يوجد حاليًا 2,774 معهدًا طبيًا من مختلف الأنواع و 33,600 متخصص طبي في المدينة. تغطي 170 معهدًا للخدمات الطبية القائمة على المجتمعات تعدادًا سكانيًا يبلغ 1.86 مليون نسمة. شركة إدارة الصحة الصينية هي المزود الرئيسي للرعاية الصحية الخاصة في المدينة. قدمت المستشفيات الخاصة 70% من إجمالي خدمات الرعاية الصحية الطبية في عام 2012 داخل مدينة كونمينغ.
تشمل المستشفيات في كونمينغ ما يلي:
- مستشفى يونان للصليب الأحمر ومركز الطوارئ، وهو المستشفى العام الرئيسي في كونمينغ.
- مستشفى مقاطعة يونان الشعبي الأول
- المستشفى الأول التابع لكلية كونمينغ الطبية
- مستشفى كونمينغ للأمراض النفسية، الذي تأسس عام 1955، ويضم أكثر من 400 مريض.
- مركز كونمينغ لإعادة التأهيل البدني

### فيروس نقص المناعة البشرية/الإيدز
تم بناء أول مركز صيني لعلاج فيروس نقص المناعة البشرية/الإيدز على مستوى المقاطعة في أواخر عام 2006. يقع المركز الذي تبلغ تكلفته 17.5 مليون دولار أمريكي على بعد 28 كم (17 ميل) من وسط مدينة كونمينغ. يضم المركز ستة أقسام رئيسية: العلاج السريري، والاستشارات التقنية، والبحث والتطوير، والتبادل والتعاون الدولي، والتدريب على العلاج السريري، والعلاج النفسي.
تتصدر مقاطعة يونان، التي يبلغ عدد سكانها أكثر من 45 مليون نسمة الصين في الإصابة بفيروس نقص المناعة البشرية/الإيدز: ينتشر في المقام الأول من خلال تعاطي المخدرات عن طريق الوريد والجنس غير الآمن، وغالبًا ما يشمل صناعة الجنس. كانت يونان موطنا لأكثر من 48,000 مريض مصاب بفيروس نقص المناعة البشرية، و 3,900 مريض بالإيدز وكان عدد الوفيات 1,768، وفقا للإحصاءات الرسمية في نهاية عام 2005.

## الجيش
كونمينغ هي المقر الرئيسي للجيش الرابع عشر للمجموعة بجيش التحرير الشعبي الصيني، وهو أحد جيشي المجموعة التي تشكل منطقة تشنغدو العسكرية المسؤولة عن الدفاع عن حدود الصين الجنوبية الغربية مع الهند وميانمار، وكذلك الأمن في التبت.

## الأمن العام والجريمة
يقع المقر الرئيسي لمكتب الأمن العام لبلدية كونمينغ في شارع بكين لو. يقع قسم الشؤون الخارجية الخاص بمكتب الأمن العام في شمال شرق المدينة ويتعامل مع تأشيرات الهجرة والسفر.

### تهريب المخدرات
تلعب كونمينغ دورًا محوريًا كنقطة اتصال رئيسية في تجارة تهريب المخدرات الدولية لأنها أقرب مدينة صينية رئيسية إلى المثلث الذهبي في جنوب شرق آسيا. تعتبر فرقة مكافحة المخدرات التابعة لمكتب الأمن العام ببلدية كونمينغ شرطة متخصصة في مكافحة المخدرات.
صادرت الشرطة ما لا يقل عن ثلاثة أطنان من المخدرات في يونان في عام 2005. وصادرت مقاطعة يونان 10 أطنان من المخدرات غير المشروعة في عام 2006، وهو ما يمثل 80% من إجمالي المخدرات المصادرة على مستوى البلاد خلال هذه الفترة، وفقا لما ذكره سون داهونغ نائب مدير مكتب الأمن العام في يونان آنذاك. المجموع هو أكثر من ضعف الكمية التي تمت مصادرتها في المقاطعة عام 2005.
يبدو أن الهيروين والميثامفيتامين هما الهدفان الرئيسيان لشرطة مكافحة المخدرات التي يزيد عددها عن 30.000 في يونان. يمر غالبية الهيروين القادم إلى الصين من المثلث الذهبي عبر دالي حيث يتم توزيعه بعد ذلك إلى بقية الصين وعلى الصعيد الدولي عبر المدن الساحلية الصينية.
مركز التأهيل الإجباري لبلدية كونمينغ في كونمينغ هو مركز إعادة التأهيل الرئيسي لمدمني المخدرات، ومعظمهم يتعافون من إدمان الهيروين. استخدمت عصابات المخدرات الدولية يونان وكونمينغ لتوجيه مخدرات اصطناعية جديدة (مثل الميثامفيتامين) وكذلك المخدرات التقليدية مثل الهيروين.
كان الأفيون حتى وقت قريب منتشرًا في الاستخدامات الطبية من قبل العديد من الأقليات في المقاطعة؛ ولكن جعلت الحكومة الصينية زراعة الخشخاش غير قانوني، وقضت على إنتاجه داخل حدود يونان بعد حرب الأفيون الأولى.

## العلاقات الدولية
لدى الدول التالية بعثة دبلوماسية في كونمينغ:
• القنصليات:
- - بنغلاديش
  - كمبوديا
  - ميانمار (بورما)[78]
  - لاوس
  - ماليزيا[79]
  - تايلاند
  - فيتنام

• المكاتب التجارية:
- - أستراليا
  - هولندا

## أعلام
بعض الأشخاص البارزين من كونمينغ:
- بنديكت أندرسون، عالم وأستاذ جامعي (ولد في كونمينغ)
- كاي شيتاو، عالم نبات
- تشيه كونغ جين، عالم فيزياء
- وانغ شيجي، مهندس طيران وحائز على جائزة الاستحقاق «قنبلتان، قمر صناعي واحد»
- عاش الأب جان ماري دولافي، المبشر الفرنسي في القرن التاسع عشر، ومات في كونمينغ
- لامو غاتوسا، أستاذ وكاتب
- هي يونتشانغ، فنان أداء صيني مولود في كونمينغ، وقام أيضًا بتقديم أعماله الأساسية المبكرة هناك
- لي ويوي، لاعب كرة يد في الألعاب الأولمبية
- ليو فانغ، عازفة بيبا
- ماران برانغ سنغ، سياسي بورمي (توفي في كونمينغ)
- نيه أر، ملحن (ولد في كونمينغ)
- فرانك شو، عالم فيزياء فلكية أمريكي من أصل صيني، ولد في كونمينغ
- شينغ روان، مؤلف ومهندس صيني أسترالي، ولد في كونمينغ
- تانغ جي ياو، جنرال وأمير حرب في يونان، توفي في كونمينغ
- تو ويمينغ، عالم أخلاقيات (ولدت في كونمينغ)
- وانغ هونغني، رياضية في السباق الثلاثي وحاصلة على الميدالية الذهبية في دورة الألعاب الآسيوية 2006
- ون يدو، شاعر وباحث، (عاش واغتيل في كونمينغ)
- أنتوني زي، عالم فيزياء
- تشانغ شياوغانغ، فنان، ولد في كونمينغ
- تشو دي، قائد عسكري (درس في كونمينغ)
- تشو يولانغ (إمبراطور سلالة مينغ الحاكمة)، (قاتل وأعدم في كونمينغ)

الدبلوماسيون:
- أوغست فرانسوا، القنصل الفرنسي في جنوب الصين
- جورج سولي دي موران، دبلوماسي فرنسي
- جون س. سيرفيس، دبلوماسي أمريكي خدم في كونمينغ لمدة عامين.

الجامعة الوطنية الجنوبية الغربية المنتسبة:
- تشن نينغ يانغ، عالم فيزياء
- تشن ينكي، لغوي
- فينغ يولان، فيلسوف
- شينغ شين تشيرن، عالم رياضيات
- يو تا وو، فيزيائي
- تسونغ داو لي، عالم فيزياء
- وانغ يوان، عالم رياضيات
- وو نينغكون، أستاذ فخري
- تشانغ بولينغ، مؤسس جامعة نانكاي

## قراءات متعمقة
- Kunming Statistical Yearbook-2007 (بالصينية) China Statistics Press .
- Qi Duxia (1999). A Complete Guide Series of Travel and Tourism in China – Kunming. China Travel & Tourism Press. ISBN:978-7-5032-1491-2.
- Carl Fingerhuth, Ernst Joos (2002). The Kunming Project: Urban Development in China — A Dialogue. Birkhauser Verlag AG. ISBN:978-3-7643-6742-8.
- Sustainable Urban Development – the Case Study of Kunming, China Willy Schmid, Markus Eggenberger, 1997.
- NSL – Network City and Landscape – contains Kunming sustainable development papers
- Franklin, B. Evans (2005). 600 Days in Kunming China, 1944–45. AuthorHouse. ISBN:978-1-4208-2117-8.
- Maochun Yu (1997). OSS in China: Prelude to Cold War. Yale University Press. ISBN:978-0-300-06698-2. مؤرشف من الأصل في 2022-03-11.
- Cai، Le؛ Chongsuvivatwong، Virasakdi (2006). "Rural-urban differentials of premature mortality burden in south-west China". International Journal for Equity in Health. ج. 5: 13. DOI:10.1186/1475-9276-5-13. PMC:1617105. PMID:17040573.{{استشهاد بدورية محكمة}}:  صيانة الاستشهاد: دوي مجاني غير معلم (link)
- Remick، Elizabeth J. (2007). "Police-Run Brothels in Republican Kunming". Modern China. ج. 33 ع. 4: 423–461. DOI:10.1177/0097700407304804. S2CID:145794588. مؤرشف من الأصل في 2008-12-08.
- Chin, K. and Zhang, S. "Street-Level Heroin Sales in Kunming, China". American Society of Criminology (ASC) 2008-06-26
- Kunming Communiqué on Cross-border Collaboration for Drug Demand Reduction and HIV/AIDS Prevention Social Development Division, United Nations ESCAP
- Kobusingye KA. "Voluntary counseling and testing among injecting drug users in Kunming city, Yunnan Province" Int Conf AIDS. 2004 Jul 11–16; 15: abstract no. WePeC5999.
- "China's Disabled Get Helping Hand in High Places" Kunming Journal. Nicholas D. Kristof. 30 May 1991
- Book about Kunming's regional cooperation with Southeast Asia: ASEAN-China Relations: Realities and Prospects (2005) Saw Swee Hock, Lijun Sheng, Sheng Lijun, Kin Wah Chin, Chin Kin Wah. Institute of Southeast Asian Studies (ISEAS) (ردمك 981-230-342-1)
- Wei Xing. "Prevalence of ethnic intermarriage in Kunming: Social exchange or insignificance of ethnicity?" Asian Ethnicity, Volume 8, Issue 2 June 2007, pages 165–179
- Jianli Li; Mary Francis Marx. "A Survey of Four Libraries in Kunming: Library Automation and Modernization in a Far Removed Province in China" Journal of Southern Academic and Special Librarianship (2000)